# Llista de platges de Mallorca
Llista de platges de Mallorca segons el catàleg de platges de la Direcció General d'Emergències de la Conselleria d'Interior del Govern de les Illes Balears, amb la col·laboració de la Conselleria de Turisme i tots els ajuntaments de l'illa de Mallorca.
Les platges estan ordenades seguint el litoral en sentit horari a partir del municipi de Palma. S'indica amb una icona les platges amb el distintiu de Bandera Blava en la temporada del 2014.

## Palma
| Nom                              | Sòl i entorn                  | Longitud x amplada (m) | Localització                                                                                | Codi      | Imatge |
| -------------------------------- | ----------------------------- | ---------------------- | ------------------------------------------------------------------------------------------- | --------- | --- |
| Platja de s'Arenal               | Arena, urbà                   | 4.810 x 50             | Palma i Llucmajor 39° 31′ 14″ N, 2° 44′ 23″ E / 39.52050°N,2.73985°E                        | PL-IB-101 | {{ca\|Platja de s'Arenal (Palma)}} · {{WLE-AD-ES\|PL-IB-101}} · {{Object location dec\|39.52050\|2.73985\|region:ES-IB_type:landmark_dim:4800_source:cawiki}} · [[Categoria:Beaches of Mallorca]]       |
| Cala Estància                    | Arena, urbà                   | 220 x 37               | Palma Carrer de les Nanses 39° 32′ 05″ N, 2° 42′ 48″ E / 39.53479°N,2.71338°E               | PL-IB-102 | {{ca\|Cala Estància (Palma)}} · {{WLE-AD-ES\|PL-IB-102}} · {{Object location dec\|39.53479\|2.71338\|region:ES-IB_type:landmark_dim:340_source:cawiki}} · [[Categoria:Cala Estància]]                   |
| Caló de Son Caios                | Arena i roques, urbà protegit | 70 x 30                | Palma Carrer del Pagell 39° 32′ 11″ N, 2° 42′ 38″ E / 39.53632°N,2.71051°E                  | PL-IB-103 | {{ca\|Caló de Son Caios (Palma)}} · {{WLE-AD-ES\|PL-IB-103}} · {{Object location dec\|39.53632\|2.71051\|region:ES-IB_type:landmark_dim:360_source:cawiki}} · [[Categoria:Beaches of Mallorca]]         |
| Cala Pudent i el Carnatge        | Roques, natural protegit      | 700 x -                | Palma El Carnatge 39° 32′ 32″ N, 2° 42′ 07″ E / 39.542226°N,2.701917°E                      | PL-IB-104 | {{ca\|El Carnatge (Palma)}} · {{WLE-AD-ES\|PL-IB-104}} · {{Object location dec\|39.542226\|2.701917\|region:ES-IB_type:landmark_dim:130_source:cawiki}} · [[Categoria:Beaches of Mallorca]]             |
| Cala Gamba                       | Arena, urbà                   | 100 x 25               | Palma Passeig de Cala Gamba 39° 32′ 49″ N, 2° 41′ 51″ E / 39.546925°N,2.69754°E             | PL-IB-105 | {{ca\|Cala Gamba (Palma)}} · {{WLE-AD-ES\|PL-IB-105}} · {{Object location dec\|39.546925\|2.69754\|region:ES-IB_type:landmark_dim:600_source:cawiki}} · [[Categoria:Cala Gamba]]                        |
| Platja del Penyó                 | Arena, urbà                   | 100 x 30               | Palma Torre d'en Pau 39° 32′ 55″ N, 2° 41′ 29″ E / 39.54864°N,2.69151°E                     | PL-IB-106 | {{ca\|El Penyó (Palma)}} · {{WLE-AD-ES\|PL-IB-106}} · {{Object location dec\|39.54864\|2.69151\|region:ES-IB_type:landmark_dim:340_source:cawiki}} · [[Categoria:Beaches of Mallorca]]                  |
| Platja de Ciutat Jardí           | Arena, urbà                   | 450 x 35               | Palma C. Jaume Pomar i Fuster 39° 33′ 06″ N, 2° 41′ 25″ E / 39.55157°N,2.69034°E            | PL-IB-107 | {{ca\|Platja de Ciutat Jardí (Palma)}} · {{WLE-AD-ES\|PL-IB-107}} · {{Object location dec\|39.55157\|2.69034\|region:ES-IB_type:landmark_dim:830_source:cawiki}} · [[Categoria:Ciutat Jardí]]           |
| El Molinar                       | Arena i roques, urbà          | 1.000 x 20             | Palma Carrer del Vicari Joaquim Fuster 39° 33′ 21″ N, 2° 40′ 53″ E / 39.55593°N,2.68132°E   | PL-IB-108 | {{ca\|El Molinar (Palma)}} · {{WLE-AD-ES\|PL-IB-108}} · {{Object location dec\|39.55593\|2.68132\|region:ES-IB_type:landmark_dim:1000_source:cawiki}} · [[Categoria:Beaches of Mallorca]]               |
| Platja del Portitxolet           | Arena, urbà                   | 100 x 20               | Palma Carrer del Vicari Joaquim Fuster 39° 33′ 36″ N, 2° 40′ 20″ E / 39.559974°N,2.672342°E | PL-IB-108 | {{ca\|Platja del Portitxolet (Palma)}} · {{WLE-AD-ES\|PL-IB-108}} · {{Object location dec\|39.559974\|2.672342\|region:ES-IB_type:landmark_dim:900_source:cawiki}} · [[Categoria:Beaches of Mallorca]]  |
| Platja de Can Pere Antoni        | Arena, urbà                   | 750 x 15               | Palma Autovia de Llevant 39° 33′ 45″ N, 2° 39′ 44″ E / 39.56253°N,2.66210°E                 | PL-IB-109 | {{ca\|Platja de Can Pere Antoni (Palma)}} · {{WLE-AD-ES\|PL-IB-109}} · {{Object location dec\|39.56253\|2.66210\|region:ES-IB_type:landmark_dim:900_source:cawiki}} · [[Categoria:Beaches of Mallorca]] |
| Caló des Grells                  | Còdols, semiurbà              | 50 x 20                | Palma Dic de l'Oest 39° 32′ 46″ N, 2° 37′ 06″ E / 39.54617°N,2.61825°E                      | PL-IB-110 | {{ca\|Caló des Grells (Palma)}} · {{WLE-AD-ES\|PL-IB-110}} · {{Object location dec\|39.54617\|2.61825\|region:ES-IB_type:landmark_dim:70_source:cawiki}} · [[Categoria:Beaches of Mallorca]]            |
| Cala Major                       | Arena, urbà                   | 200 x 80               | Palma Avinguda Joan Miró 39° 33′ 08″ N, 2° 36′ 24″ E / 39.55214°N,2.60655°E                 | PL-IB-111 | {{ca\|Cala Major (Palma)}} · {{WLE-AD-ES\|PL-IB-111}} · {{Object location dec\|39.55214\|2.60655\|region:ES-IB_type:landmark_dim:320_source:cawiki}} · [[Categoria:Beaches of Mallorca]]                |
| Roques de Cala Major i Cala Guix | Arena i roques, urbà          | 300 x 30               | Palma Avinguda Joan Miró 39° 33′ 03″ N, 2° 36′ 12″ E / 39.55085°N,2.60325°E                 | PL-IB-112 | {{ca\|Roques de Cala Major (Palma)}} · {{WLE-AD-ES\|PL-IB-112}} · {{Object location dec\|39.55085\|2.60325\|region:ES-IB_type:landmark_dim:360_source:cawiki}} · [[Categoria:Beaches of Mallorca]]      |
| Cala Nova                        | Arena, urbà                   | 50 x 20                | Palma Avinguda Joan Miró 39° 33′ 00″ N, 2° 35′ 56″ E / 39.55005°N,2.59897°E                 | PL-IB-113 | {{ca\|Cala Nova (Palma)}} · {{WLE-AD-ES\|PL-IB-113}} · {{Object location dec\|39.55005\|2.59897\|region:ES-IB_type:landmark_dim:180_source:cawiki}} · [[Categoria:Beaches of Mallorca]]                 |

## Calvià
| Nom | Sòl i entorn            | Longitud x amplada (m) | Localització                                                                     | Codi        | Imatge |
| --- | ----------------------- | ---------------------- | -------------------------------------------------------------------------------- | ----------- | --- |
| Caló des Macs, Malls, Mais, Platja de Cas Català o Buguenvíl·lia                                                                                     | Arena, urbà             | 100 x 20               | Calvià Cal Català 39° 32′ 46″ N, 2° 35′ 44″ E / 39.54620°N,2.59568°E             | PL-IB-18401 | {{ca\|Caló des Macs (Calvià)}} · {{WLE-AD-ES\|PL-IB-18401}} · {{Object location dec\|39.54620\|2.59568\|region:ES-IB_type:landmark_dim:160_source:cawiki}} · [[Categoria:Beaches of Mallorca]]            |
| Caló de les Gerres | Arena, urbà             | 40 x 6                 | Calvià Illetes 39° 32′ 41″ N, 2° 35′ 46″ E / 39.544812°N,2.596158°E              | fitxa       | {{ca\|Caló de les Gerres (Calvià)}} · {{WLE-AD-ES\|}} · {{Object location dec\|39.544812\|2.596158\|region:ES-IB_type:landmark_dim:160_source:cawiki}} · [[Categoria:Beaches of Mallorca]]                |
| Platja de la Cova de la Grava | Arena, urbà             |                        | Calvià Illetes 39° 32′ 38″ N, 2° 35′ 49″ E / 39.543877°N,2.596909°E              | fitxa       | {{ca\|Platja de la Cova de la Grava (Calvià)}} · {{WLE-AD-ES\|}} · {{Object location dec\|39.543877\|2.596909\|region:ES-IB_type:landmark_dim:160_source:cawiki}} · [[Categoria:Beaches of Mallorca]]     |
| La Geneta | Roques, urbà            |                        | Calvià Illetes 39° 32′ 32″ N, 2° 35′ 44″ E / 39.542222°N,2.595528°E              |             | {{ca\|La Geneta (Calvià)}} · {{WLE-AD-ES\|}} · {{Object location dec\|39.542222\|2.595528\|region:ES-IB_type:landmark_dim:160_source:cawiki}} · [[Categoria:Beaches of Mallorca]]                         |
| El Genetó | Roques, urbà            |                        | Calvià Illetes 39° 32′ 27″ N, 2° 35′ 40″ E / 39.540778°N,2.594556°E              | fitxa       | {{ca\|El Genetó (Calvià)}} · {{WLE-AD-ES\|}} · {{Object location dec\|39.540778\|2.594556\|region:ES-IB_type:landmark_dim:160_source:cawiki}} · [[Categoria:Beaches of Mallorca]]                         |
| Cala Brogit | Arena, urbà             | 30 x 20                | Calvià Illetes 39° 32′ 22″ N, 2° 35′ 34″ E / 39.539361°N,2.592722°E              | fitxa       | {{ca\|Cala Brogit (Calvià)}} · {{WLE-AD-ES\|}} · {{Object location dec\|39.539361\|2.592722\|region:ES-IB_type:landmark_dim:160_source:cawiki}} · [[Categoria:Beaches of Mallorca]]                       |
| Platja d'Illetes o Platja de ses Illetes i Caleta de Bendinat                                                                                        | Arena, urbà             | 200 x 50               | Calvià Urb. Illetes 39° 32′ 14″ N, 2° 35′ 27″ E / 39.53711°N,2.59077°E           | PL-IB-18402 | {{ca\|Platja d'Illetes (Calvià)}} · {{WLE-AD-ES\|PL-IB-18402}} · {{Object location dec\|39.53711\|2.59077\|region:ES-IB_type:landmark_dim:230_source:cawiki}} · [[Categoria:Beaches of Mallorca]]         |
| Cala Comtesa, Comptessa o Comtessa | Arena, urbà             | 100 x 15               | Calvià 39° 32′ 05″ N, 2° 35′ 22″ E / 39.53475°N,2.58944°E                        | PL-IB-18403 | {{ca\|Cala Comtesa (Calvià)}} · {{WLE-AD-ES\|PL-IB-18403}} · {{Object location dec\|39.53475\|2.58944\|region:ES-IB_type:landmark_dim:100_source:cawiki}} · [[Categoria:Beaches of Mallorca]]             |
| Cala Portals Nous | Arena, urbà             | 100 x 15               | Calvià Urb. Portals Nous 39° 32′ 02″ N, 2° 34′ 35″ E / 39.53382°N,2.57642°E      | PL-IB-18404 | {{ca\|Cala Portals Nous (Calvià)}} · {{WLE-AD-ES\|PL-IB-18404}} · {{Object location dec\|39.53382\|2.57642\|region:ES-IB_type:landmark_dim:260_source:cawiki}} · [[Categoria:Beaches of Mallorca]]        |
| Platja de l'Oratori | Arena, urbà             | 260 x 50               | Calvià Urb. Portals Nous 39° 31′ 55″ N, 2° 34′ 24″ E / 39.53196°N,2.57326°E      | PL-IB-18405 | {{ca\|Platja de l'Oratori (Calvià)}} · {{WLE-AD-ES\|PL-IB-18405}} · {{Object location dec\|39.53196\|2.57326\|region:ES-IB_type:landmark_dim:290_source:cawiki}} · [[Categoria:Beaches of Mallorca]]      |
| Platja Costa d'en Blanes o Platja d'en Blanes | Arena, urbà             | 120 x 15               | Calvià Urb. Costa d'en Blanes 39° 31′ 56″ N, 2° 33′ 44″ E / 39.53215°N,2.56218°E | PL-IB-18406 | {{ca\|Platja Costa d'en Blanes (Calvià)}} · {{WLE-AD-ES\|PL-IB-18406}} · {{Object location dec\|39.53215\|2.56218\|region:ES-IB_type:landmark_dim:380_source:cawiki}} · [[Categoria:Beaches of Mallorca]] |
| Platja de Son Caliu | Arena i roques, urbà    | 80 x 15                | Calvià Urb. Son Caliu 39° 31′ 34″ N, 2° 32′ 47″ E / 39.52613°N,2.54629°E         | PL-IB-18407 | {{ca\|Platja de Son Caliu (Calvià)}} · {{WLE-AD-ES\|PL-IB-18407}} · {{Object location dec\|39.52613\|2.54629\|region:ES-IB_type:landmark_dim:200_source:cawiki}} · [[Categoria:Beaches of Mallorca]]      |
| Platja des Carregador, Platja de Morocco o Platja Porto Novo                                                                                         | Arena, urbà             | 600 x 60               | Calvià Urb. Palmanova 39° 31′ 25″ N, 2° 32′ 22″ E / 39.52373°N,2.53956°E         | PL-IB-18408 | {{ca\|Platja des Carregador (Calvià)}} · {{WLE-AD-ES\|PL-IB-18408}} · {{Object location dec\|39.52373\|2.53956\|region:ES-IB_type:landmark_dim:420_source:cawiki}} · [[Categoria:Beaches of Mallorca]]    |
| Platja de Palmanova, Cala Blanca o Platja de na Nadala                                                                                               | Arena, urbà             | 500 x 60               | Calvià Urb. Palmanova 39° 31′ 10″ N, 2° 32′ 14″ E / 39.51939°N,2.53713°E         | PL-IB-18409 | {{ca\|Platja de Palmanova (Calvià)}} · {{WLE-AD-ES\|PL-IB-18409}} · {{Object location dec\|39.51939\|2.53713\|region:ES-IB_type:landmark_dim:550_source:cawiki}} · [[Categoria:Palmanova (Calvià)]]       |
| Platja de Son Maties | Arena, urbà             | 500 x 60               | Calvià Urb. Son Maties 39° 30′ 52″ N, 2° 32′ 18″ E / 39.51442°N,2.53831°E        | PL-IB-18410 | {{ca\|Platja de Son Maties (Calvià)}} · {{WLE-AD-ES\|PL-IB-18410}} · {{Object location dec\|39.51442\|2.53831\|region:ES-IB_type:landmark_dim:480_source:cawiki}} · [[Categoria:Beaches of Mallorca]]     |
| Platja de Magalluf, Platja des Magalluf o Platja de Magaluf                                                                                          | Arena, urbà             | 1.600 x 60             | Calvià Urb. Magalluf 39° 30′ 29″ N, 2° 32′ 12″ E / 39.50817°N,2.53665°E          | PL-IB-18411 | {{ca\|Platja de Magalluf (Calvià)}} · {{WLE-AD-ES\|PL-IB-18411}} · {{Object location dec\|39.50817\|2.53665\|region:ES-IB_type:landmark_dim:1000_source:cawiki}} · [[Categoria:Platja de Magalluf]]       |
| Cala Vinyes | Arena, urbà             | 60 x 80                | Calvià Urb. Cala Vinyes 39° 29′ 42″ N, 2° 32′ 02″ E / 39.49497°N,2.53375°E       | PL-IB-18412 | {{ca\|Cala Vinyes (Calvià)}} · {{WLE-AD-ES\|PL-IB-18412}} · {{Object location dec\|39.49497\|2.53375\|region:ES-IB_type:landmark_dim:340_source:cawiki}} · [[Categoria:Beaches of Mallorca]]              |
| Cala Falcó | Arena, semiurbà         | 50 x 60                | Calvià Urb. Cap Falcó 39° 29′ 16″ N, 2° 31′ 58″ E / 39.48782°N,2.53283°E         | PL-IB-18413 | {{ca\|Cala Falcó (Calvià)}} · {{WLE-AD-ES\|PL-IB-18413}} · {{Object location dec\|39.48782\|2.53283\|region:ES-IB_type:landmark_dim:320_source:cawiki}} · [[Categoria:Beaches of Mallorca]]               |
| Caló de sa Nostra Dona, Platja de sa Bella Dona, Cala Bella Dona, Caló de sa Nostra Dama, Caló de sa Dona Morta, Caló des Suro, Caló de ses Paparres | Arena, natural          | 30 x 10                | Calvià Urb. Sol de Mallorca 39° 29′ 02″ N, 2° 31′ 50″ E / 39.48393°N,2.53046°E   | PL-IB-18414 | {{ca\|Caló de sa Nostra Dona (Calvià)}} · {{WLE-AD-ES\|PL-IB-18414}} · {{Object location dec\|39.48393\|2.53046\|region:ES-IB_type:landmark_dim:140_source:cawiki}} · [[Categoria:Beaches of Mallorca]]   |
| Platja de Portals Vells III o Platja del Rei | Arena, natural          | 30 x 40                | Calvià Cala Portals Vells 39° 28′ 35″ N, 2° 31′ 15″ E / 39.47638°N,2.52081°E     | PL-IB-18415 | {{ca\|Platja del Rei (Calvià)}} · {{WLE-AD-ES\|PL-IB-18415}} · {{Object location dec\|39.47638\|2.52081\|region:ES-IB_type:landmark_dim:210_source:cawiki}} · [[Categoria:Beaches of Mallorca]]           |
| Platja de Portals Vells II o Platja del Mago | Arena, natural protegit | 20 x 5                 | Calvià Cala Portals Vells 39° 28′ 30″ N, 2° 31′ 13″ E / 39.475115°N,2.520139°E   | PL-IB-18416 | {{ca\|Platja del Mago (Calvià)}} · {{WLE-AD-ES\|PL-IB-18416}} · {{Object location dec\|39.475115\|2.520139\|region:ES-IB_type:landmark_dim:170_source:cawiki}} · [[Categoria:Beaches of Mallorca]]        |
| Platja de Portals Vells I o sa Caleta des Portals Vells                                                                                              | Arena, natural protegit | 30 x 20                | Calvià Cala Portals Vells 39° 28′ 20″ N, 2° 31′ 13″ E / 39.47227°N,2.52039°E     | PL-IB-18417 | {{ca\|Caleta des Portals Vells (Calvià)}} · {{WLE-AD-ES\|PL-IB-18417}} · {{Object location dec\|39.47227\|2.52039\|region:ES-IB_type:landmark_dim:160_source:cawiki}} · [[Categoria:Beaches of Mallorca]] |
| Platja des Toro, el Toro, Racó de sa Fragata o Cala de ses Penyes Rotges                                                                             | Arena, urbà             | 250 x 10               | Calvià Urb. El Toro 39° 29′ 29″ N, 2° 28′ 45″ E / 39.49143°N,2.47922°E           | PL-IB-18418 | {{ca\|Platja des Toro (Calvià)}} · {{WLE-AD-ES\|PL-IB-18418}} · {{Object location dec\|39.49143\|2.47922\|region:ES-IB_type:landmark_dim:670_source:cawiki}} · [[Categoria:Platja del Toro]]              |
| Caló d'en Pellicer o Caló d'en Pallisser | Arena, urbà             | 20 x 30                | Calvià Cala de Santa Ponça 39° 30′ 43″ N, 2° 28′ 24″ E / 39.51187°N,2.47321°E    | PL-IB-18419 | {{ca\|Caló d'en Pellicer (Calvià)}} · {{WLE-AD-ES\|PL-IB-18419}} · {{Object location dec\|39.51187\|2.47321\|region:ES-IB_type:landmark_dim:200_source:cawiki}} · [[Categoria:Beaches of Mallorca]]       |
| Platja de Santa Ponça | Arena, urbà             | 1.300 x 100            | Calvià Cala de Santa Ponça 39° 30′ 59″ N, 2° 28′ 48″ E / 39.51642°N,2.48004°E    | PL-IB-18420 | {{ca\|Platja de Santa Ponça (Calvià)}} · {{WLE-AD-ES\|PL-IB-18420}} · {{Object location dec\|39.51642\|2.48004\|region:ES-IB_type:landmark_dim:1100_source:cawiki}} · [[Categoria:Platja de Santa Ponça]] |
| Cala Blanca o es Castellot | Arena, urbà             | 40 x 10                | Calvià Costa de la Calma 39° 31′ 21″ N, 2° 28′ 06″ E / 39.52245°N,2.46829°E      | PL-IB-18421 | {{ca\|Cala Blanca (Calvià)}} · {{WLE-AD-ES\|PL-IB-18421}} · {{Object location dec\|39.52245\|2.46829\|region:ES-IB_type:landmark_dim:300_source:cawiki}} · [[Categoria:Beaches of Mallorca]]              |
| Platja Monte de Oro | Arena, urbà             | 15 x 4                 | Calvià Costa de la Calma 39° 31′ 29″ N, 2° 27′ 58″ E / 39.524745°N,2.46622°E     | PL-IB-18422 | {{ca\|Platja Monte de Oro (Calvià)}} · {{WLE-AD-ES\|PL-IB-18422}} · {{Object location dec\|39.524745\|2.46622\|region:ES-IB_type:landmark_dim:300_source:cawiki}} · [[Categoria:Beaches of Mallorca]]     |
| Platja la Romana, Peguera Romana o Platja dels Morts                                                                                                 | Arena, urbà             | 300 x 60               | Calvià Peguera 39° 31′ 59″ N, 2° 27′ 31″ E / 39.53311°N,2.45860°E                | PL-IB-18423 | {{ca\|Platja la Romana (Calvià)}} · {{WLE-AD-ES\|PL-IB-18423}} · {{Object location dec\|39.53311\|2.45860\|region:ES-IB_type:landmark_dim:150_source:cawiki}} · [[Categoria:Beaches of Mallorca]]         |
| Platja de Torà, Peguera Torà o Platja Gran de Torà                                                                                                   | Arena, urbà             | 500 x 40               | Calvià Peguera 39° 32′ 05″ N, 2° 27′ 24″ E / 39.53484°N,2.45670°E                | PL-IB-18424 | {{ca\|Platja de Torà (Calvià)}} · {{WLE-AD-ES\|PL-IB-18424}} · {{Object location dec\|39.53484\|2.45670\|region:ES-IB_type:landmark_dim:330_source:cawiki}} · [[Categoria:Beaches of Mallorca]]           |
| Platja de Palmira, Peguera Palmira o Platja des Pouet                                                                                                | Arena, urbà             | 600 x 40               | Calvià Peguera 39° 32′ 14″ N, 2° 27′ 07″ E / 39.53709°N,2.45195°E                | PL-IB-18425 | {{ca\|Platja de Palmira (Calvià)}} · {{WLE-AD-ES\|PL-IB-18425}} · {{Object location dec\|39.53709\|2.45195\|region:ES-IB_type:landmark_dim:280_source:cawiki}} · [[Categoria:Beaches of Mallorca]]        |
| Caló de ses Llisses | Arena, urbà             | 10 x 5                 | Calvià Urb. Cala Fornells 39° 31′ 58″ N, 2° 26′ 17″ E / 39.532639°N,2.438018°E   | PL-IB-18426 | {{ca\|Caló de ses Llisses (Calvià)}} · {{WLE-AD-ES\|PL-IB-18426}} · {{Object location dec\|39.532639\|2.438018\|region:ES-IB_type:landmark_dim:160_source:cawiki}} · [[Categoria:Beaches of Mallorca]]    |
| Cala Fornells | Arena, urbà             | 80 x 4                 | Calvià Urb. Cala Fornells 39° 31′ 53″ N, 2° 26′ 17″ E / 39.531281°N,2.437980°E   | PL-IB-18427 | {{ca\|Cala Fornells (Calvià)}} · {{WLE-AD-ES\|PL-IB-18427}} · {{Object location dec\|39.531281\|2.437980\|region:ES-IB_type:landmark_dim:270_source:cawiki}} · [[Categoria:Beaches of Mallorca]]          |
| Caló d'en Monjo o Caló des Monjo | Roques, natural         | 15 x 4                 | Calvià Urb. Cala Fornells 39° 31′ 45″ N, 2° 25′ 50″ E / 39.529125°N,2.430585°E   | PL-IB-18428 | {{ca\|Caló d'en Monjo (Calvià)}} · {{WLE-AD-ES\|PL-IB-18428}} · {{Object location dec\|39.529125\|2.430585\|region:ES-IB_type:landmark_dim:250_source:cawiki}} · [[Categoria:Beaches of Mallorca]]        |

## Andratx
| Nom                                                     | Sòl i entorn            | Longitud x amplada (m) | Localització                                                              | Codi        | Imatge |
| ------------------------------------------------------- | ----------------------- | ---------------------- | ------------------------------------------------------------------------- | ----------- | --- |
| Platja de Camp de Mar                                   | Arena, urbà             | 180 x 60               | Andratx Camp de Mar 39° 32′ 16″ N, 2° 25′ 23″ E / 39.53765°N,2.42303°E    | PL-IB-15001 | {{ca\|Platja de Camp de Mar (Andratx)}} · {{WLE-AD-ES\|PL-IB-15001}} · {{Object location dec\|39.53765\|2.42303\|region:ES-IB_type:landmark_dim:260_source:cawiki}} · [[Categoria:Beaches of Mallorca]] |
| Platja de ses Dones o s'Arc de Camp de Mar              | Roques, semiurbà        | 53 x 10                | Andratx Camp de Mar 39° 32′ 18″ N, 2° 25′ 12″ E / 39.53827°N,2.41987°E    | PL-IB-15002 | {{ca\|Platja de ses Dones (Andratx)}} · {{WLE-AD-ES\|PL-IB-15002}} · {{Object location dec\|39.53827\|2.41987\|region:ES-IB_type:landmark_dim:160_source:cawiki}} · [[Categoria:Beaches of Mallorca]]   |
| Cala Cranc o Cala en Cranc                              | Roques                  | 131 x 17               | Andratx Camp de Mar 39° 32′ 20″ N, 2° 24′ 47″ E / 39.53899°N,2.41315°E    | PL-IB-15003 | {{ca\|Cala Cranc (Andratx)}} · {{WLE-AD-ES\|PL-IB-15003}} · {{Object location dec\|39.53899\|2.41315\|region:ES-IB_type:landmark_dim:200_source:cawiki}} · [[Categoria:Beaches of Mallorca]]            |
| Cala Blanca                                             | Roques, natural         | 137 x 27               | Andratx Camp de Mar 39° 32′ 12″ N, 2° 24′ 20″ E / 39.53668°N,2.40545°E    | PL-IB-15004 | {{ca\|Cala Blanca (Andratx)}} · {{WLE-AD-ES\|PL-IB-15004}} · {{Object location dec\|39.53668\|2.40545\|region:ES-IB_type:landmark_dim:220_source:cawiki}} · [[Categoria:Beaches of Mallorca]]           |
| Cala Llamp                                              | Roques, semiurbà        | 122 x 26               | Andratx 39° 32′ 01″ N, 2° 23′ 19″ E / 39.53363°N,2.38869°E                | PL-IB-15005 | {{ca\|Cala Llamp (Andratx)}} · {{WLE-AD-ES\|PL-IB-15005}} · {{Object location dec\|39.53363\|2.38869\|region:ES-IB_type:landmark_dim:500_source:cawiki}} · [[Categoria:Beaches of Mallorca]]            |
| Cala Marmassen                                          | Roques, semiurbà        | 345 x 30               | Andratx 39° 32′ 15″ N, 2° 22′ 36″ E / 39.53750°N,2.37674°E                | PL-IB-15006 | {{ca\|Cala Marmassen (Andratx)}} · {{WLE-AD-ES\|PL-IB-15006}} · {{Object location dec\|39.53750\|2.37674\|region:ES-IB_type:landmark_dim:360_source:cawiki}} · [[Categoria:Beaches of Mallorca]]        |
| Ses Bassetes o Platja Brismar                           | Arena, urbà             | 30 x 17                | Andratx Port d'Andratx 39° 32′ 39″ N, 2° 23′ 13″ E / 39.54414°N,2.38703°E | PL-IB-15007 | {{ca\|Ses Bassetes (Andratx)}} · {{WLE-AD-ES\|PL-IB-15007}} · {{Object location dec\|39.54414\|2.38703\|region:ES-IB_type:landmark_dim:110_source:cawiki}} · [[Categoria:Beaches of Mallorca]]          |
| Cala en Fonoll o Cala Fonoll                            | Arena, urbà protegit    | 63 x 29                | Andratx 39° 32′ 41″ N, 2° 22′ 38″ E / 39.54465°N,2.37719°E                | PL-IB-15008 | {{ca\|Cala en Fonoll (Andratx)}} · {{WLE-AD-ES\|PL-IB-15008}} · {{Object location dec\|39.54465\|2.37719\|region:ES-IB_type:landmark_dim:150_source:cawiki}} · [[Categoria:Beaches of Mallorca]]        |
| Cala d'Egos                                             | Arena, natural protegit | 55 x 18                | Andratx 39° 33′ 19″ N, 2° 21′ 56″ E / 39.55523°N,2.36553°E                | PL-IB-15009 | {{ca\|Cala d'Egos (Andratx)}} · {{WLE-AD-ES\|PL-IB-15009}} · {{Object location dec\|39.55523\|2.36553\|region:ES-IB_type:landmark_dim:100_source:cawiki}} · [[Categoria:Beaches of Mallorca]]           |
| Cala es Conills, Cala Conills o Cala Molins             | Roques, semiurbà        | 54 x 20                | Andratx Sant Elm 39° 34′ 25″ N, 2° 21′ 12″ E / 39.57358°N,2.35334°E       | PL-IB-15010 | {{ca\|Cala es Conills (Andratx)}} · {{WLE-AD-ES\|PL-IB-15010}} · {{Object location dec\|39.57358\|2.35334\|region:ES-IB_type:landmark_dim:70_source:cawiki}} · [[Categoria:Beaches of Mallorca]]        |
| Platja de Sant Elm o Platja des Geperut i Platja Petita | Arena, urbà             | 130 x 30               | Andratx Sant Elm 39° 34′ 40″ N, 2° 21′ 15″ E / 39.57789°N,2.35406°E       | PL-IB-15011 | {{ca\|Platja de Sant Elm (Andratx)}} · {{WLE-AD-ES\|PL-IB-15011}} · {{Object location dec\|39.57789\|2.35406\|region:ES-IB_type:landmark_dim:340_source:cawiki}} · [[Categoria:Sant Elm]]               |
| Cala s'Algar                                            | Roques, urbà            | 48 x 8                 | Andratx Sant Elm 39° 35′ 04″ N, 2° 20′ 54″ E / 39.58431°N,2.34843°E       | PL-IB-15012 | {{ca\|Cala s'Algar (Andratx)}} · {{WLE-AD-ES\|PL-IB-15012}} · {{Object location dec\|39.58431\|2.34843\|region:ES-IB_type:landmark_dim:260_source:cawiki}} · [[Categoria:Beaches of Mallorca]]          |

## Estellencs
| Nom                                                     | Sòl i entorn             | Longitud x amplada (m) | Localització                                                  | Codi        | Imatge |
| ------------------------------------------------------- | ------------------------ | ---------------------- | ------------------------------------------------------------- | ----------- | --- |
| Platja de Can Pruaga, Cala Can Pruaga o Cala Son Pruaga | Grava, natural protegit  | 60 x 15                | Estellencs 39° 38′ 56″ N, 2° 27′ 04″ E / 39.64876°N,2.45102°E | PL-IB-19202 | {{ca\|Platja de Can Pruaga (Estellencs)}} · {{WLE-AD-ES\|PL-IB-19202}} · {{Object location dec\|39.64876\|2.45102\|region:ES-IB_type:landmark_dim:320_source:cawiki}} · [[Categoria:Beaches of Mallorca]] |
| Cala d'Estellencs                                       | Còdols, natural protegit | 80 x 15                | Estellencs 39° 39′ 31″ N, 2° 28′ 18″ E / 39.65855°N,2.47169°E | PL-IB-19201 | {{ca\|Cala d'Estellencs}} · {{WLE-AD-ES\|PL-IB-19201}} · {{Object location dec\|39.65855\|2.47169\|region:ES-IB_type:landmark_dim:160_source:cawiki}} · [[Categoria:Beaches of Mallorca]]                 |

## Banyalbufar
| Nom                                    | Sòl i entorn             | Longitud x amplada (m) | Localització                                                   | Codi        | Imatge |
| -------------------------------------- | ------------------------ | ---------------------- | -------------------------------------------------------------- | ----------- | --- |
| Port de sa Pedra de s'Ase              | Arena, natural protegit  | 10 x 40                | Banyalbufar 39° 40′ 44″ N, 2° 29′ 40″ E / 39.67898°N,2.49435°E | PL-IB-19105 | {{ca\|Port de sa Pedra de s'Ase (Banyalbufar)}} · {{WLE-AD-ES\|PL-IB-19105}} · {{Object location dec\|39.67898\|2.49435\|region:ES-IB_type:landmark_dim:100_source:cawiki}} · [[Categoria:Beaches of Mallorca]] |
| Cala Banyalbufar o Port de Banyalbufar | Còdols, natural protegit | 100 x 15               | Banyalbufar 39° 41′ 26″ N, 2° 30′ 57″ E / 39.69048°N,2.51592°E | PL-IB-19104 | {{ca\|Cala Banyalbufar}} · {{WLE-AD-ES\|PL-IB-19104}} · {{Object location dec\|39.69048\|2.51592\|region:ES-IB_type:landmark_dim:200_source:cawiki}} · [[Categoria:Beaches of Mallorca]]                        |
| Punta de sa Galera                     | Grava, natural protegit  | 50 x 15                | Banyalbufar 39° 41′ 38″ N, 2° 31′ 12″ E / 39.69397°N,2.52007°E | PL-IB-19103 | {{ca\|Punta de sa Galera (Banyalbufar)}} · {{WLE-AD-ES\|PL-IB-19103}} · {{Object location dec\|39.69397\|2.52007\|region:ES-IB_type:landmark_dim:100_source:cawiki}} · [[Categoria:Beaches of Mallorca]]        |
| Platja de Son Bunyola                  | Grava, natural protegit  | 90 x 20                | Banyalbufar 39° 41′ 58″ N, 2° 33′ 04″ E / 39.69951°N,2.55100°E | PL-IB-19102 | {{ca\|Platja de Son Bunyola (Banyalbufar)}} · {{WLE-AD-ES\|PL-IB-19102}} · {{Object location dec\|39.69951\|2.55100\|region:ES-IB_type:landmark_dim:220_source:cawiki}} · [[Categoria:Beaches of Mallorca]]     |
| Port des Canonge o Cala Gata           | Grava, semiurbà protegit | 70 x 20                | Banyalbufar 39° 42′ 00″ N, 2° 33′ 17″ E / 39.69995°N,2.55485°E | PL-IB-19101 | {{ca\|Port des Canonge (Banyalbufar)}} · {{WLE-AD-ES\|PL-IB-19101}} · {{Object location dec\|39.69995\|2.55485\|region:ES-IB_type:landmark_dim:110_source:cawiki}} · [[Categoria:Port del Canonge]]             |

## Valldemossa
| Nom                                       | Sòl i entorn    | Longitud x amplada (m) | Localització                                                   | Codi        | Imatge |
| ----------------------------------------- | --------------- | ---------------------- | -------------------------------------------------------------- | ----------- | --- |
| Port de Valldemossa, sa Marina o sa Llosa | Grava, semiurbà | 90 x 15                | Valldemossa 39° 43′ 06″ N, 2° 35′ 18″ E / 39.71826°N,2.58829°E | PL-IB-17001 | {{ca\|Port de Valldemossa}} · {{WLE-AD-ES\|PL-IB-17001}} · {{Object location dec\|39.71826\|2.58829\|region:ES-IB_type:landmark_dim:110_source:cawiki}} · [[Categoria:Beaches of Mallorca]] |

## Deià
| Nom                                | Sòl i entorn     | Longitud x amplada (m) | Localització                                                         | Codi        | Imatge |
| ---------------------------------- | ---------------- | ---------------------- | -------------------------------------------------------------------- | ----------- | --- |
| Cala Deià                          | Roques, protegit | 70 x 6                 | Deià 39° 45′ 37″ N, 2° 38′ 27″ E / 39.760146°N,2.640803°E            | PL-IB-17901 | {{ca\|Cala Deià}} · {{WLE-AD-ES\|PL-IB-17901}} · {{Object location dec\|39.760146\|2.640803\|region:ES-IB_type:landmark_dim:110_source:cawiki}} · [[Categoria:Cala Deià]]                    |
| Es Canyaret o Platja de Llucalcari |                  |                        | Deià Llucalcari 39° 46′ 03″ N, 2° 39′ 13″ E / 39.767395°N,2.653654°E | PL-IB-17902 | {{ca\|Es Canyaret (Deià)}} · {{WLE-AD-ES\|PL-IB-17902}} · {{Object location dec\|39.767395\|2.653654\|region:ES-IB_type:landmark_dim:110_source:cawiki}} · [[Categoria:Beaches of Mallorca]] |

## Sóller
| Nom               | Sòl i entorn         | Longitud x amplada (m) | Localització                                                             | Codi        | Imatge |
| ----------------- | -------------------- | ---------------------- | ------------------------------------------------------------------------ | ----------- | --- |
| Platja d'en Repic | Arena, urbà          | 250 x 20               | Sóller Port de Sóller 39° 47′ 26″ N, 2° 41′ 31″ E / 39.79051°N,2.69197°E | PL-IB-10002 | {{ca\|Platja d'en Repic (Sóller)}} · {{WLE-AD-ES\|PL-IB-10002}} · {{Object location dec\|39.79051\|2.69197\|region:ES-IB_type:landmark_dim:290_source:cawiki}} · [[Categoria:Beaches of Sóller]] |
| Port de Sóller    | Arena i roques, urbà | 800 x 20               | Sóller 39° 47′ 38″ N, 2° 41′ 48″ E / 39.793848°N,2.696628°E              | PL-IB-10001 | {{ca\|Port de Sóller}} · {{WLE-AD-ES\|PL-IB-10001}} · {{Object location dec\|39.793848\|2.696628\|region:ES-IB_type:landmark_dim:900_source:cawiki}} · [[Categoria:Beaches of Sóller]]           |

## Escorca
| Nom                            | Sòl i entorn             | Longitud x amplada (m) | Localització                                               | Codi        | Imatge |
| ------------------------------ | ------------------------ | ---------------------- | ---------------------------------------------------------- | ----------- | --- |
| Cala Tuent                     | Grava, semiurbà protegit | 100 x 32               | Escorca 39° 50′ 24″ N, 2° 46′ 34″ E / 39.84010°N,2.77624°E | PL-IB-31502 | {{ca\|Cala Tuent (Escorca)}} · {{WLE-AD-ES\|PL-IB-31502}} · {{Object location dec\|39.84010\|2.77624\|region:ES-IB_type:landmark_dim:1000_source:cawiki}} · [[Categoria:Cala Tuent]]       |
| Sa Calobra i Torrent de Pareis | Roques, urbà             | 30 x 15                | Escorca 39° 51′ 04″ N, 2° 48′ 00″ E / 39.85098°N,2.79995°E | PL-IB-31501 | {{ca\|Sa Calobra (Escorca)}} · {{WLE-AD-ES\|PL-IB-31501}} · {{Object location dec\|39.85098\|2.79995\|region:ES-IB_type:landmark_dim:1100_source:cawiki}} · [[Categoria:La Calobra beach]] |

## Pollença
| Nom                                                                     | Sòl i entorn             | Longitud x amplada (m) | Localització                                                                 | Codi        | Imatge |
| ----------------------------------------------------------------------- | ------------------------ | ---------------------- | ---------------------------------------------------------------------------- | ----------- | --- |
| Cala Castell                                                            | Arena, natural protegit  | 200 x 20               | Pollença 39° 55′ 51″ N, 3° 01′ 52″ E / 39.93097°N,3.03108°E                  | PL-IB-46001 | {{ca\|Cala Castell (Pollença)}} · {{WLE-AD-ES\|PL-IB-46001}} · {{Object location dec\|39.93097\|3.03108\|region:ES-IB_type:landmark_dim:1100_source:cawiki}} · [[Categoria:Beaches of Mallorca]]             |
| Cala Estremer                                                           | Còdols, natural protegit | 200 x 15               | Pollença 39° 55′ 48″ N, 3° 02′ 16″ E / 39.92999°N,3.03774°E                  | PL-IB-46002 | {{ca\|Cala Estremer (Pollença)}} · {{WLE-AD-ES\|PL-IB-46002}} · {{Object location dec\|39.92999\|3.03774\|region:ES-IB_type:landmark_dim:550_source:cawiki}} · [[Categoria:Beaches of Mallorca]]             |
| Cala Barques                                                            | Arena, urbà protegit     | 85 x 40                | Pollença Cala Sant Vicenç 39° 55′ 17″ N, 3° 03′ 17″ E / 39.92149°N,3.05466°E | PL-IB-46003 | {{ca\|Cala Barques (Pollença)}} · {{WLE-AD-ES\|PL-IB-46003}} · {{Object location dec\|39.92149\|3.05466\|region:ES-IB_type:landmark_dim:200_source:cawiki}} · [[Categoria:Cala Barques]]                     |
| Cala Clara                                                              | Arena, urbà              | 50 x 30                | Pollença Cala Sant Vicenç 39° 55′ 15″ N, 3° 03′ 22″ E / 39.92075°N,3.05603°E | PL-IB-46004 | {{ca\|Cala Clara (Pollença)}} · {{WLE-AD-ES\|PL-IB-46004}} · {{Object location dec\|39.92075\|3.05603\|region:ES-IB_type:landmark_dim:110_source:cawiki}} · [[Categoria:Beaches of Mallorca]]                |
| El Maressar o Punta de sa Torre                                         | Còdols, semiurbà         | 10 x 10                | Pollença Cala Sant Vicenç 39° 55′ 17″ N, 3° 03′ 26″ E / 39.92142°N,3.05722°E | PL-IB-46005 | {{ca\|El Maressar (Pollença)}} · {{WLE-AD-ES\|PL-IB-46005}} · {{Object location dec\|39.92142\|3.05722\|region:ES-IB_type:landmark_dim:300_source:cawiki}} · [[Categoria:Beaches of Mallorca]]               |
| Cala Molins                                                             | Arena, urbà              | 45 x 50                | Pollença Cala Sant Vicenç 39° 55′ 12″ N, 3° 03′ 27″ E / 39.91996°N,3.05762°E | PL-IB-46006 | {{ca\|Cala Molins (Pollença)}} · {{WLE-AD-ES\|PL-IB-46006}} · {{Object location dec\|39.91996\|3.05762\|region:ES-IB_type:landmark_dim:280_source:cawiki}} · [[Categoria:Cala Molins]]                       |
| Cala Carbó                                                              | Còdols, semiurbà         | 80 x 15                | Pollença Cala Sant Vicenç 39° 55′ 10″ N, 3° 03′ 38″ E / 39.91931°N,3.06045°E | PL-IB-46007 | {{ca\|Cala Carbó (Pollença)}} · {{WLE-AD-ES\|PL-IB-46007}} · {{Object location dec\|39.91931\|3.06045\|region:ES-IB_type:landmark_dim:160_source:cawiki}} · [[Categoria:Beaches of Mallorca]]                |
| Cala Bóquer o Vall de Bóquer                                            | Arena, natural protegit  | 80 x 15                | Pollença 39° 55′ 44″ N, 3° 05′ 40″ E / 39.92884°N,3.09457°E                  | PL-IB-46008 | {{ca\|Cala Bóquer (Pollença)}} · {{WLE-AD-ES\|PL-IB-46008}} · {{Object location dec\|39.92884\|3.09457\|region:ES-IB_type:landmark_dim:400_source:cawiki}} · [[Categoria:Cala Bóquer]]                       |
| Cala Figuera                                                            | Arena, natural protegit  | 45 x 10                | Pollença Formentor 39° 57′ 07″ N, 3° 10′ 23″ E / 39.95208°N,3.17295°E        | PL-IB-46009 | {{ca\|Cala Figuera (Pollença)}} · {{WLE-AD-ES\|PL-IB-46009}} · {{Object location dec\|39.95208\|3.17295\|region:ES-IB_type:landmark_dim:680_source:cawiki}} · [[Categoria:Cala Figuera (Pollença)]]          |
| Cala en Gossalba                                                        | Còdols, natural protegit | 37 x 15                | Pollença Formentor 39° 56′ 39″ N, 3° 11′ 21″ E / 39.94411°N,3.18915°E        | PL-IB-46010 | {{ca\|Cala en Gossalba (Pollença)}} · {{WLE-AD-ES\|PL-IB-46010}} · {{Object location dec\|39.94411\|3.18915\|region:ES-IB_type:landmark_dim:600_source:cawiki}} · [[Categoria:Beaches of Mallorca]]          |
| Cala Murta                                                              | Còdols, natural protegit | 85 x 25                | Pollença Formentor 39° 56′ 25″ N, 3° 10′ 49″ E / 39.94029°N,3.18016°E        | PL-IB-46011 | {{ca\|Cala Murta (Pollença)}} · {{WLE-AD-ES\|PL-IB-46011}} · {{Object location dec\|39.94029\|3.18016\|region:ES-IB_type:landmark_dim:360_source:cawiki}} · [[Categoria:Beaches of Mallorca]]                |
| Cala en Feliu                                                           | Arena, natural protegit  | 42 x 30                | Pollença Formentor 39° 55′ 48″ N, 3° 09′ 48″ E / 39.93004°N,3.16340°E        | PL-IB-46012 | {{ca\|Cala en Feliu (Pollença)}} · {{WLE-AD-ES\|PL-IB-46012}} · {{Object location dec\|39.93004\|3.16340\|region:ES-IB_type:landmark_dim:250_source:cawiki}} · [[Categoria:Beaches of Mallorca]]             |
| Cala Formentor, Cala Pi de la Posada o Platja de Formentor              | Arena, semiurbà protegit | 840 x 8                | Pollença Formentor 39° 55′ 41″ N, 3° 08′ 19″ E / 39.92808°N,3.13857°E        | PL-IB-46013 | {{ca\|Cala Formentor (Pollença)}} · {{WLE-AD-ES\|PL-IB-46013}} · {{Object location dec\|39.92808\|3.13857\|region:ES-IB_type:landmark_dim:1400_source:cawiki}} · [[Categoria:Platja de Formentor]]           |
| El Caló                                                                 | Grava, natural protegit  | 63 x 20                | Pollença Formentor 39° 54′ 43″ N, 3° 06′ 39″ E / 39.91188°N,3.11078°E        | PL-IB-46014 | {{ca\|El Caló (Pollença)}} · {{WLE-AD-ES\|PL-IB-46014}} · {{Object location dec\|39.91188\|3.11078\|region:ES-IB_type:landmark_dim:200_source:cawiki}} · [[Categoria:Beaches of Mallorca]]                   |
| Platja d'Albercutx o Albercuix                                          | Arena, urbà              | 1.450 x 12             | Pollença Port de Pollença 39° 54′ 40″ N, 3° 05′ 21″ E / 39.91105°N,3.08907°E | PL-IB-46015 | {{ca\|Platja d'Albercutx (Pollença)}} · {{WLE-AD-ES\|PL-IB-46015}} · {{Object location dec\|39.91105\|3.08907\|region:ES-IB_type:landmark_dim:1500_source:cawiki}} · [[Categoria:Beaches of Mallorca]]       |
| Platja del Port de Pollença, Platja de Llenaire o Platja dels Tamarells | Arena, urbà              | 1.440 x 40             | Pollença Port de Pollença 39° 53′ 56″ N, 3° 04′ 46″ E / 39.89891°N,3.07956°E | PL-IB-46016 | {{ca\|Platja del Port de Pollença}} · {{WLE-AD-ES\|PL-IB-46016}} · {{Object location dec\|39.89891\|3.07956\|region:ES-IB_type:landmark_dim:1500_source:cawiki}} · [[Categoria:Platja del Port de Pollença]] |
| Platja de Can Cullerassa                                                | Arena, semiurbà protegit | 2.545 x 10             | Pollença 39° 53′ 05″ N, 3° 04′ 47″ E / 39.88466°N,3.07972°E                  | PL-IB-46017 | {{ca\|Platja de Can Cullerassa (Pollença)}} · {{WLE-AD-ES\|PL-IB-46017}} · {{Object location dec\|39.88466\|3.07972\|region:ES-IB_type:landmark_dim:2600_source:cawiki}} · [[Categoria:Beaches of Mallorca]] |

## Alcúdia
| Nom                                                  | Sòl i entorn              | Longitud x amplada (m) | Localització                                               | Codi        | Imatge |
| ---------------------------------------------------- | ------------------------- | ---------------------- | ---------------------------------------------------------- | ----------- | --- |
| Platja de Can Cap de Bou                             | Arena, semiurbà protegit  | 2.400 x 30             | Alcúdia 39° 51′ 56″ N, 3° 05′ 27″ E / 39.86557°N,3.09088°E | PL-IB-40001 | {{ca\|Platja de Can Cap de Bou (Alcúdia)}} · {{WLE-AD-ES\|PL-IB-40001}} · {{Object location dec\|39.86557\|3.09088\|region:ES-IB_type:landmark_dim:1400_source:cawiki}} · [[Categoria:Beaches of Mallorca]]      |
| Platja de sa Marina                                  | Arena, semiurbà protegit  | 400 x 30               | Alcúdia 39° 51′ 31″ N, 3° 06′ 06″ E / 39.85874°N,3.10172°E | PL-IB-40002 | {{ca\|Platja de sa Marina (Alcúdia)}} · {{WLE-AD-ES\|PL-IB-40002}} · {{Object location dec\|39.85874\|3.10172\|region:ES-IB_type:landmark_dim:860_source:cawiki}} · [[Categoria:Beaches of Mallorca]]            |
| Platja des Morer Vermell                             | Arena, semiurbà protegit  | 800 x 10               | Alcúdia 39° 51′ 46″ N, 3° 07′ 28″ E / 39.86281°N,3.12449°E | PL-IB-40003 | {{ca\|Platja des Morer Vermell (Alcúdia)}} · {{WLE-AD-ES\|PL-IB-40003}} · {{Object location dec\|39.86281\|3.12449\|region:ES-IB_type:landmark_dim:340_source:cawiki}} · [[Categoria:Beaches of Mallorca]]       |
| Platja de Sant Joan o Platja de sa Font de Sant Joan | Arena, semiurbà protegit  | 110 x 60               | Alcúdia 39° 51′ 55″ N, 3° 08′ 07″ E / 39.86530°N,3.13541°E | PL-IB-40004 | {{ca\|Platja de Sant Joan (Alcúdia)}} · {{WLE-AD-ES\|PL-IB-40004}} · {{Object location dec\|39.86530\|3.13541\|region:ES-IB_type:landmark_dim:210_source:cawiki}} · [[Categoria:Platja de sa Font de Sant Joan]] |
| Platja de Sant Pere                                  | Arena, semiurbà protegit  | 100 x 80               | Alcúdia 39° 51′ 52″ N, 3° 08′ 16″ E / 39.86458°N,3.13791°E | PL-IB-40005 | {{ca\|Platja de Sant Pere (Alcúdia)}} · {{WLE-AD-ES\|PL-IB-40005}} · {{Object location dec\|39.86458\|3.13791\|region:ES-IB_type:landmark_dim:220_source:cawiki}} · [[Categoria:Beaches of Mallorca]]            |
| Platja de s'Illot                                    | Còdols, semiurbà protegit | 600 x 15               | Alcúdia 39° 52′ 23″ N, 3° 09′ 43″ E / 39.87292°N,3.16187°E | PL-IB-40006 | {{ca\|Platja de s'Illot (Alcúdia)}} · {{WLE-AD-ES\|PL-IB-40006}} · {{Object location dec\|39.87292\|3.16187\|region:ES-IB_type:landmark_dim:220_source:cawiki}} · [[Categoria:Platja de s'Illot]]                |
| Platja des Coll Baix                                 | Còdols, natural protegit  | 220 x 50               | Alcúdia 39° 51′ 44″ N, 3° 11′ 14″ E / 39.86235°N,3.18730°E | PL-IB-40007 | {{ca\|Platja des Coll Baix (Alcúdia)}} · {{WLE-AD-ES\|PL-IB-40007}} · {{Object location dec\|39.86235\|3.18730\|region:ES-IB_type:landmark_dim:450_source:cawiki}} · [[Categoria:Platja des Coll Baix]]          |
| Platja d'Alcanada o Platja de l'Alcanada             | Còdols, semiurbà          | 700 x 20               | Alcúdia 39° 50′ 18″ N, 3° 09′ 59″ E / 39.83836°N,3.16631°E | PL-IB-40008 | {{ca\|Platja d'Alcanada (Alcúdia)}} · {{WLE-AD-ES\|PL-IB-40008}} · {{Object location dec\|39.83836\|3.16631\|region:ES-IB_type:landmark_dim:700_source:cawiki}} · [[Categoria:Beaches of Mallorca]]              |
| Platja d'Alcúdia i Platja dels Francesos             | Arena, urbà protegit      | 3.400 x 80             | Alcúdia 39° 49′ 50″ N, 3° 07′ 11″ E / 39.83069°N,3.11977°E | PL-IB-40009 | {{ca\|Platja d'Alcúdia}} · {{WLE-AD-ES\|PL-IB-40009}} · {{Object location dec\|39.83069\|3.11977\|region:ES-IB_type:landmark_dim:3600_source:cawiki}} · [[Categoria:Beaches of Mallorca]]                        |

## Muro
| Nom                                                       | Sòl i entorn    | Longitud x amplada (m) | Localització                                            | Codi        | Imatge |
| --------------------------------------------------------- | --------------- | ---------------------- | ------------------------------------------------------- | ----------- | --- |
| Platja de Muro: s'Enfront, es Braç, es Comú, es Capellans | Arena, semiurbà | 5.292 x 26             | Muro 39° 47′ 28″ N, 3° 07′ 39″ E / 39.79113°N,3.12741°E | PL-IB-44001 | {{ca\|Platja de Muro}} · {{WLE-AD-ES\|PL-IB-44001}} · {{Object location dec\|39.79113\|3.12741\|region:ES-IB_type:landmark_dim:5300_source:cawiki}} · [[Categoria:Beaches of Mallorca]] |

## Santa Margalida
| Nom                                                                | Sòl i entorn            | Longitud x amplada (m) | Localització                                                       | Codi        | Imatge |
| ------------------------------------------------------------------ | ----------------------- | ---------------------- | ------------------------------------------------------------------ | ----------- | --- |
| Platja de Can Picafort o Platja de Santa Margalida                 | Arena, urbà             | 1.300 x 30             | Santa Margalida 39° 46′ 11″ N, 3° 09′ 00″ E / 39.76974°N,3.14994°E | PL-IB-45001 | {{ca\|Platja de Can Picafort (Santa Margalida)}} · {{WLE-AD-ES\|PL-IB-45001}} · {{Object location dec\|39.76974\|3.14994\|region:ES-IB_type:landmark_dim:5300_source:cawiki}} · [[Categoria:Beaches of Mallorca]]       |
| Platja de Son Bauló                                                | Arena, semiurbà         | 160 x 80               | Santa Margalida 39° 45′ 34″ N, 3° 10′ 11″ E / 39.75946°N,3.16986°E | PL-IB-45002 | {{ca\|Platja de Son Bauló (Santa Margalida)}} · {{WLE-AD-ES\|PL-IB-45002}} · {{Object location dec\|39.75946\|3.16986\|region:ES-IB_type:landmark_dim:330_source:cawiki}} · [[Categoria:Beaches of Mallorca]]           |
| Na Patana, Punta de na Patana o Arenal de ses Assussenes           | Arena, natural protegit | 100 x 8                | Santa Margalida 39° 45′ 27″ N, 3° 10′ 30″ E / 39.75762°N,3.17496°E | PL-IB-45003 | {{ca\|Na Patana (Santa Margalida)}} · {{WLE-AD-ES\|PL-IB-45003}} · {{Object location dec\|39.75762\|3.17496\|region:ES-IB_type:landmark_dim:360_source:cawiki}} · [[Categoria:Na Patana]]                               |
| Arenal d'en Casat, s'Arenal des Casat o ses Assussenes             | Arena, natural          | 50 x 20                | Santa Margalida 39° 44′ 59″ N, 3° 11′ 40″ E / 39.74969°N,3.19454°E | PL-IB-45004 | {{ca\|Arenal d'en Casat (Santa Margalida)}} · {{WLE-AD-ES\|PL-IB-45004}} · {{Object location dec\|39.74969\|3.19454\|region:ES-IB_type:landmark_dim:950_source:cawiki}} · [[Categoria:L'Arenal d'en Casat]]             |
| Cala Serralot o es Serralot                                        | Grava, natural          | 40 x 200               | Santa Margalida 39° 44′ 41″ N, 3° 12′ 26″ E / 39.74471°N,3.20725°E | PL-IB-45005 | {{ca\|Cala Serralot (Santa Margalida)}} · {{WLE-AD-ES\|PL-IB-45005}} · {{Object location dec\|39.74471\|3.20725\|region:ES-IB_type:landmark_dim:150_source:cawiki}} · [[Categoria:Beaches of Mallorca]]                 |
| Platja de Son Real                                                 | Arena, natural          | 300 x 250              | Santa Margalida 39° 44′ 31″ N, 3° 12′ 40″ E / 39.74182°N,3.21120°E | PL-IB-45006 | {{ca\|Platja de Son Real (Santa Margalida)}} · {{WLE-AD-ES\|PL-IB-45006}} · {{Object location dec\|39.74182\|3.21120\|region:ES-IB_type:landmark_dim:350_source:cawiki}} · [[Categoria:Platja de Son Real]]             |
| Platja de Son Serra de Marina: s'Home Mort i es Fondo de na Borges | Arena, semiurbà         | 450 x 130              | Santa Margalida 39° 44′ 16″ N, 3° 13′ 27″ E / 39.73770°N,3.22406°E | PL-IB-45007 | {{ca\|Platja de Son Serra de Marina (Santa Margalida)}} · {{WLE-AD-ES\|PL-IB-45007}} · {{Object location dec\|39.73770\|3.22406\|region:ES-IB_type:landmark_dim:450_source:cawiki}} · [[Categoria:Beaches of Mallorca]] |

## Artà
| Nom                                                                             | Sòl i entorn             | Longitud x amplada (m) | Localització                                            | Codi        | Imatge |
| ------------------------------------------------------------------------------- | ------------------------ | ---------------------- | ------------------------------------------------------- | ----------- | --- |
| Arenal de sa Canova o Areny de sa Canova                                        | Arena, natural protegit  | 1.500 x 40             | Artà 39° 43′ 48″ N, 3° 14′ 45″ E / 39.72994°N,3.24596°E | PL-IB-57001 | {{ca\|Arenal de sa Canova (Artà)}} · {{WLE-AD-ES\|PL-IB-57001}} · {{Object location dec\|39.72994\|3.24596\|region:ES-IB_type:landmark_dim:1600_source:cawiki}} · [[Categoria:Sa Canova]]                                      |
| Cala Tonó o Cala Toró                                                           | Arena, semiurbà          | 130 x 20               | Artà 39° 44′ 01″ N, 3° 15′ 46″ E / 39.73351°N,3.26276°E | PL-IB-57002 | {{ca\|Cala Tonó (Artà)}} · {{WLE-AD-ES\|PL-IB-57002}} · {{Object location dec\|39.73351\|3.26276\|region:ES-IB_type:landmark_dim:180_source:cawiki}} · [[Categoria:Beaches of Mallorca]]                                       |
| Platja de la Colònia de Sant Pere o Cala de Ca ses Llisses                      | Arena, urbà              | 70 x 20                | Artà 39° 44′ 20″ N, 3° 16′ 38″ E / 39.73887°N,3.27710°E | PL-IB-57003 | {{ca\|Platja de la Colònia de Sant Pere (Artà)}} · {{WLE-AD-ES\|PL-IB-57003}} · {{Object location dec\|39.73887\|3.27710\|region:ES-IB_type:landmark_dim:200_source:cawiki}} · [[Categoria:Platja de la Colònia de Sant Pere]] |
| Arenalet de Son Colom o Caló, Caleta, Arenalet dels Ermitans                    | Arena, natural           | 20 x 15                | Artà 39° 44′ 48″ N, 3° 17′ 37″ E / 39.74676°N,3.29371°E | PL-IB-57004 | {{ca\|Arenalet de Son Colom (Artà)}} · {{WLE-AD-ES\|PL-IB-57004}} · {{Object location dec\|39.74676\|3.29371\|region:ES-IB_type:landmark_dim:60_source:cawiki}} · [[Categoria:Beaches of Mallorca]]                            |
| Cala des Camps Vells, Cala des Camps, Ca los Camps, Ca los Cans o Caló des Cans | Arena, natural protegit  | 100 x 10               | Artà 39° 44′ 53″ N, 3° 18′ 05″ E / 39.74805°N,3.30131°E | PL-IB-57005 | {{ca\|Cala des Camps Vells (Artà)}} · {{WLE-AD-ES\|PL-IB-57005}} · {{Object location dec\|39.74805\|3.30131\|region:ES-IB_type:landmark_dim:360_source:cawiki}} · [[Categoria:Cala des Camps]]                                 |
| Es Maresos o na Ferradura                                                       | Còdols, natural protegit | 100 x 10               | Artà 39° 45′ 00″ N, 3° 18′ 10″ E / 39.75°N,3.302778°E   | PL-IB-57007 | {{ca\|Na Ferradura (Artà)}} · {{WLE-AD-ES\|PL-IB-57007}} · {{Object location dec\|39.75\|3.302778\|region:ES-IB_type:landmark_dim:100_source:cawiki}} · [[Categoria:Na Ferradura]]                                             |
| Cala de s'Aigua Dolça                                                           | Arena, natural protegit  | 200 x 15               | Artà 39° 45′ 04″ N, 3° 18′ 16″ E / 39.75112°N,3.30434°E | PL-IB-57006 | {{ca\|Cala de s'Aigua Dolça (Artà)}} · {{WLE-AD-ES\|PL-IB-57006}} · {{Object location dec\|39.75112\|3.30434\|region:ES-IB_type:landmark_dim:100_source:cawiki}} · [[Categoria:Beaches of Mallorca]]                           |
| Cala de Betlem o Cala Mata                                                      | Arena, natural           | 50 x 10                | Artà 39° 45′ 22″ N, 3° 19′ 13″ E / 39.75618°N,3.32028°E | PL-IB-57008 | {{ca\|Cala de Betlem (Artà)}} · {{WLE-AD-ES\|PL-IB-57008}} · {{Object location dec\|39.75618\|3.32028\|region:ES-IB_type:landmark_dim:220_source:cawiki}} · [[Categoria:Beaches of Mallorca]]                                  |
| Na Clara                                                                        | Arena, natural protegit  | 100 x 10               | Artà 39° 45′ 28″ N, 3° 19′ 32″ E / 39.75788°N,3.32559°E | PL-IB-57009 | {{ca\|Na Clara (Artà)}} · {{WLE-AD-ES\|PL-IB-57009}} · {{Object location dec\|39.75788\|3.32559\|region:ES-IB_type:landmark_dim:160_source:cawiki}} · [[Categoria:Beaches of Mallorca]]                                        |
| Arenalet des Verger o Arenalet d'Aubarca                                        | Arena, natural protegit  | 130 x 40               | Artà 39° 45′ 55″ N, 3° 22′ 47″ E / 39.76539°N,3.37965°E | PL-IB-57010 | {{ca\|Arenalet des Verger (Artà)}} · {{WLE-AD-ES\|PL-IB-57010}} · {{Object location dec\|39.76539\|3.37965\|region:ES-IB_type:landmark_dim:200_source:cawiki}} · [[Categoria:Arenalet del Verger]]                             |
| Platja de sa Font Celada                                                        | Arena, natural protegit  | 40 x 30                | Artà 39° 45′ 49″ N, 3° 23′ 05″ E / 39.76369°N,3.38472°E | PL-IB-57011 | {{ca\|Platja de sa Font Celada (Artà)}} · {{WLE-AD-ES\|PL-IB-57011}} · {{Object location dec\|39.76369\|3.38472\|region:ES-IB_type:landmark_dim:280_source:cawiki}} · [[Categoria:Sa Font Salada]]                             |
| Cala Matzoc o es Matzoc                                                         | Còdols, natural protegit | 80 x 100               | Artà 39° 45′ 33″ N, 3° 24′ 14″ E / 39.75921°N,3.40388°E | PL-IB-57012 | {{ca\|Cala Matzoc (Artà)}} · {{WLE-AD-ES\|PL-IB-57012}} · {{Object location dec\|39.75921\|3.40388\|region:ES-IB_type:landmark_dim:360_source:cawiki}} · [[Categoria:Cala Matzoc]]                                             |
| Cala Mitjana o s'Aduaia                                                         | Arena, natural protegit  | 100 x 50               | Artà 39° 45′ 07″ N, 3° 24′ 49″ E / 39.75206°N,3.41364°E | PL-IB-57013 | {{ca\|Cala Mitjana (Artà)}} · {{WLE-AD-ES\|PL-IB-57013}} · {{Object location dec\|39.75206\|3.41364\|region:ES-IB_type:landmark_dim:300_source:cawiki}} · [[Categoria:Cala Mitjana]]                                           |
| Cala Torta o s'Aduaia                                                           | Arena, natural protegit  | 150 x 100              | Artà 39° 45′ 01″ N, 3° 25′ 05″ E / 39.75033°N,3.41800°E | PL-IB-57014 | {{ca\|Cala Torta (Artà)}} · {{WLE-AD-ES\|PL-IB-57014}} · {{Object location dec\|39.75033\|3.41800\|region:ES-IB_type:landmark_dim:440_source:cawiki}} · [[Categoria:Cala Torta]]                                               |

## Capdepera
| Nom                                      | Sòl i entorn             | Longitud x amplada (m) | Localització                                                                   | Codi        | Imatge |
| ---------------------------------------- | ------------------------ | ---------------------- | ------------------------------------------------------------------------------ | ----------- | --- |
| Cala Mesquida o s'Arenal de sa Mesquida  | Arena, semiurbà protegit | 300 x 130              | Capdepera 39° 44′ 39″ N, 3° 26′ 01″ E / 39.74425°N,3.43368°E                   | PL-IB-58001 | {{ca\|Cala Mesquida (Capdepera)}} · {{WLE-AD-ES\|PL-IB-58001}} · {{Object location dec\|39.74425\|3.43368\|region:ES-IB_type:landmark_dim:800_source:cawiki}} · [[Categoria:Cala Mesquida, Mallorca]] |
| Cala Moltó                               | Arena, natural protegit  | 100 x 10               | Capdepera 39° 43′ 33″ N, 3° 27′ 08″ E / 39.72581°N,3.45229°E                   | PL-IB-58002 | {{ca\|Cala Moltó (Capdepera)}} · {{WLE-AD-ES\|PL-IB-58002}} · {{Object location dec\|39.72581\|3.45229\|region:ES-IB_type:landmark_dim:320_source:cawiki}} · [[Categoria:Cala Moltó]]                 |
| Cala Agulla: Cala Nau i Cala de s'Àguila | Arena, semiurbà protegit | 520 x 50               | Capdepera 39° 43′ 22″ N, 3° 27′ 08″ E / 39.72271°N,3.45229°E                   | PL-IB-58003 | {{ca\|Cala Agulla (Capdepera)}} · {{WLE-AD-ES\|PL-IB-58003}} · {{Object location dec\|39.72271\|3.45229\|region:ES-IB_type:landmark_dim:700_source:cawiki}} · [[Categoria:Cala Agulla]]               |
| Cala Lliteres o na Lliteres              | Grava, urbà              | 30 x 10                | Capdepera 39° 43′ 12″ N, 3° 27′ 41″ E / 39.71998°N,3.46132°E                   | PL-IB-58004 | {{ca\|Cala Lliteres (Capdepera)}} · {{WLE-AD-ES\|PL-IB-58004}} · {{Object location dec\|39.71998\|3.46132\|region:ES-IB_type:landmark_dim:240_source:cawiki}} · [[Categoria:Beaches of Mallorca]]     |
| Cala Gat                                 | Arena, semiurbà          | 40 x 20                | Capdepera Cala Rajada 39° 42′ 47″ N, 3° 28′ 12″ E / 39.71309°N,3.46991°E       | PL-IB-58005 | {{ca\|Cala Gat (Capdepera)}} · {{WLE-AD-ES\|PL-IB-58005}} · {{Object location dec\|39.71309\|3.46991\|region:ES-IB_type:landmark_dim:190_source:cawiki}} · [[Categoria:Cala Gat]]                     |
| Platja de Son Moll                       | Arena, urbà              | 149 x 55               | Capdepera Cala Rajada 39° 42′ 19″ N, 3° 27′ 23″ E / 39.70526°N,3.45631°E       | PL-IB-58006 | {{ca\|Platja de Son Moll (Capdepera)}} · {{WLE-AD-ES\|PL-IB-58006}} · {{Object location dec\|39.70526\|3.45631\|region:ES-IB_type:landmark_dim:230_source:cawiki}} · [[Categoria:Son Moll]]           |
| Sa Pedruscada o Cala Pedruscada          | Grava, semiurbà          | 20 x 10                | Capdepera Cala Rajada 39° 42′ 01″ N, 3° 27′ 18″ E / 39.70035°N,3.45487°E       | PL-IB-58007 | {{ca\|Sa Pedruscada (Capdepera)}} · {{WLE-AD-ES\|PL-IB-58007}} · {{Object location dec\|39.70035\|3.45487\|region:ES-IB_type:landmark_dim:120_source:cawiki}} · [[Categoria:Beaches of Mallorca]]     |
| Cala n'Aguait o Caló des Beato           | Arena, semiurbà          | 20 x 10                | Capdepera Cala Rajada 39° 41′ 45″ N, 3° 27′ 17″ E / 39.69574°N,3.45470°E       | PL-IB-58008 | {{ca\|Cala n'Aguait (Capdepera)}} · {{WLE-AD-ES\|PL-IB-58008}} · {{Object location dec\|39.69574\|3.45470\|region:ES-IB_type:landmark_dim:150_source:cawiki}} · [[Categoria:Beaches of Mallorca]]     |
| Es Carregador                            | Arena, semiurbà          | 15 x 10                | Capdepera 39° 41′ 23″ N, 3° 27′ 15″ E / 39.68965°N,3.45426°E                   | PL-IB-58009 | {{ca\|Es Carregador (Capdepera)}} · {{WLE-AD-ES\|PL-IB-58009}} · {{Object location dec\|39.68965\|3.45426\|region:ES-IB_type:landmark_dim:120_source:cawiki}} · [[Categoria:Beaches of Mallorca]]     |
| N'Aladern, sa Cala de n'Aladern          | Arena, natural           | 15 x 5                 | Capdepera 39° 41′ 02″ N, 3° 27′ 17″ E / 39.683917°N,3.454846°E                 | PL-IB-58010 | {{ca\|N'Aladern (Capdepera)}} · {{WLE-AD-ES\|PL-IB-58010}} · {{Object location dec\|39.683917\|3.454846\|region:ES-IB_type:landmark_dim:130_source:cawiki}} · [[Categoria:Beaches of Mallorca]]       |
| Font de sa Cala                          | Arena, semiurbà          | 100 x 60               | Capdepera 39° 40′ 55″ N, 3° 27′ 08″ E / 39.68205°N,3.45212°E                   | PL-IB-58011 | {{ca\|Font de sa Cala (Capdepera)}} · {{WLE-AD-ES\|PL-IB-58011}} · {{Object location dec\|39.68205\|3.45212\|region:ES-IB_type:landmark_dim:360_source:cawiki}} · [[Categoria:Font de sa Cala]]       |
| Platja de Canyamel                       | Arena, semiurbà          | 290 x 80               | Capdepera 39° 39′ 22″ N, 3° 26′ 26″ E / 39.65618°N,3.44053°E                   | PL-IB-58012 | {{ca\|Platja de Canyamel (Capdepera)}} · {{WLE-AD-ES\|PL-IB-58012}} · {{Object location dec\|39.65618\|3.44053\|region:ES-IB_type:landmark_dim:600_source:cawiki}} · [[Categoria:Platja de Canyamel]] |
| Cala Auberdans o Cova dels Albardans     | Arena, semiurbà          | 45 x 25                | Capdepera Costa de Canyamel 39° 38′ 52″ N, 3° 26′ 11″ E / 39.64791°N,3.43646°E | PL-IB-58013 | {{ca\|Cala Auberdans (Capdepera)}} · {{WLE-AD-ES\|PL-IB-58013}} · {{Object location dec\|39.64791\|3.43646\|region:ES-IB_type:landmark_dim:160_source:cawiki}} · [[Categoria:Beaches of Mallorca]]    |
| Cala Rotja o Cala Roja                   | Roques, semiurbà         |                        | Capdepera Costa de Canyamel 39° 38′ 47″ N, 3° 26′ 13″ E / 39.64643°N,3.43692°E | PL-IB-58014 | {{ca\|Cala Rotja (Capdepera)}} · {{WLE-AD-ES\|PL-IB-58014}} · {{Object location dec\|39.64643\|3.43692\|region:ES-IB_type:landmark_dim:170_source:cawiki}} · [[Categoria:Beaches of Mallorca]]        |

## Son Servera
| Nom                                              | Sòl i entorn    | Longitud x amplada (m) | Localització                                                     | Codi        | Imatge |
| ------------------------------------------------ | --------------- | ---------------------- | ---------------------------------------------------------------- | ----------- | --- |
| Platja de sa Marjal, Cala sa Marjal o es Ribells | Arena, semiurbà | 500 x 20               | Son Servera 39° 38′ 10″ N, 3° 24′ 15″ E / 39.63603°N,3.40415°E   | PL-IB-55001 | {{ca\|Platja de sa Marjal (Son Servera)}} · {{WLE-AD-ES\|PL-IB-55001}} · {{Object location dec\|39.63603\|3.40415\|region:ES-IB_type:landmark_dim:820_source:cawiki}} · [[Categoria:Sa Marjal]]   |
| Port Vell o ses Barreres                         | Arena, semiurbà | 200 x 4                | Son Servera 39° 37′ 55″ N, 3° 23′ 58″ E / 39.632037°N,3.399547°E | PL-IB-55002 | {{ca\|Port Vell (Son Servera)}} · {{WLE-AD-ES\|PL-IB-55002}} · {{Object location dec\|39.632037\|3.399547\|region:ES-IB_type:landmark_dim:220_source:cawiki}} · [[Categoria:Beaches of Mallorca]] |
| Port Roig o Estany d'en Xinet                    | Arena, semiurbà | 160 x 110              | Son Servera 39° 37′ 07″ N, 3° 23′ 30″ E / 39.61867°N,3.39172°E   | PL-IB-55003 | {{ca\|Port Roig (Son Servera)}} · {{WLE-AD-ES\|PL-IB-55003}} · {{Object location dec\|39.61867\|3.39172\|region:ES-IB_type:landmark_dim:330_source:cawiki}} · [[Categoria:Beaches of Mallorca]]   |
| Cala Bona o Estany d'en Xinet                    | Arena, urbà     | 453 x 32               | Son Servera 39° 36′ 42″ N, 3° 23′ 28″ E / 39.61169°N,3.39119°E   | PL-IB-55004 | {{ca\|Cala Bona (Son Servera)}} · {{WLE-AD-ES\|PL-IB-55004}} · {{Object location dec\|39.61169\|3.39119\|region:ES-IB_type:landmark_dim:500_source:cawiki}} · [[Categoria:Cala Bona]]             |

## Sant Llorenç des Cardassar
| Nom                                                                              | Sòl i entorn         | Longitud x amplada (m) | Localització                                                                                | Codi        | Imatge |
| -------------------------------------------------------------------------------- | -------------------- | ---------------------- | ------------------------------------------------------------------------------------------- | ----------- | --- |
| Cala Millor: Arenal de Son Servera i Son Moro, Cala Nau o platja de Sant Llorenç | Arena, urbà          | 1.740 x 30             | Son Servera i Sant Llorenç des Cardassar 39° 35′ 44″ N, 3° 23′ 05″ E / 39.59557°N,3.38469°E | PL-IB-53001 | {{ca\|Cala Millor (Son Servera i Sant Llorenç des Cardassar)}} · {{WLE-AD-ES\|PL-IB-53001}} · {{Object location dec\|39.59557\|3.38469\|region:ES-IB_type:landmark_dim:1800_source:cawiki}} · [[Categoria:Platja de Sant Llorenç]] |
| Platja de sa Coma                                                                | Arena, urbà protegit | 800 x 30               | Sant Llorenç des Cardassar 39° 34′ 27″ N, 3° 22′ 36″ E / 39.57422°N,3.37664°E               | PL-IB-53002 | {{ca\|Platja de sa Coma (Sant Llorenç des Cardassar)}} · {{WLE-AD-ES\|PL-IB-53002}} · {{Object location dec\|39.57422\|3.37664\|region:ES-IB_type:landmark_dim:800_source:cawiki}} · [[Categoria:La Coma]]                         |

## Manacor
| Nom                                                               | Sòl i entorn             | Longitud x amplada (m) | Localització                                                                 | Codi        | Imatge |
| ----------------------------------------------------------------- | ------------------------ | ---------------------- | ---------------------------------------------------------------------------- | ----------- | --- |
| Platja de s'Illot o Cala Moreia                                   | Arena, urbà              | 350 x 50               | Manacor 39° 33′ 55″ N, 3° 22′ 23″ E / 39.56534°N,3.37309°E                   | PL-IB-50001 | {{ca\|Platja de s'Illot (Manacor)}} · {{WLE-AD-ES\|PL-IB-50001}} · {{Object location dec\|39.56534\|3.37309\|region:ES-IB_type:landmark_dim:500_source:cawiki}} · [[Categoria:Cala Moreia]]               |
| Porto Cristo, Port de Portocristo, Port de Manacor o Cala Manacor | Arena, urbà              | 350 x 25               | Manacor 39° 32′ 30″ N, 3° 20′ 11″ E / 39.54156°N,3.33644°E                   | PL-IB-50002 | {{ca\|Porto Cristo (Manacor)}} · {{WLE-AD-ES\|PL-IB-50002}} · {{Object location dec\|39.54156\|3.33644\|region:ES-IB_type:landmark_dim:600_source:cawiki}} · [[Categoria:Platja del Port de Portocristo]] |
| Cala Anguila                                                      | Arena, semiurbà          | 50 x 120               | Manacor Porto Cristo Novo 39° 31′ 22″ N, 3° 19′ 04″ E / 39.52286°N,3.31790°E | PL-IB-50003 | {{ca\|Cala Anguila (Manacor)}} · {{WLE-AD-ES\|PL-IB-50003}} · {{Object location dec\|39.52286\|3.31790\|region:ES-IB_type:landmark_dim:340_source:cawiki}} · [[Categoria:Cala Anguila]]                   |
| Cala Mendia                                                       | Arena, urbà              | 60 x 120               | Manacor Porto Cristo Novo 39° 31′ 14″ N, 3° 18′ 51″ E / 39.52054°N,3.31412°E | PL-IB-50004 | {{ca\|Cala Mendia (Manacor)}} · {{WLE-AD-ES\|PL-IB-50004}} · {{Object location dec\|39.52054\|3.31412\|region:ES-IB_type:landmark_dim:480_source:cawiki}} · [[Categoria:Cala Mendia]]                     |
| S'Estany d'en Mas                                                 | Arena, semiurbà protegit | 100 x 160              | Manacor Urb. Romàntica 39° 31′ 00″ N, 3° 18′ 37″ E / 39.5166°N,3.3103°E      | PL-IB-50005 | {{ca\|S'Estany d'en Mas (Manacor)}} · {{WLE-AD-ES\|PL-IB-50005}} · {{Object location dec\|39.5166\|3.3103\|region:ES-IB_type:landmark_dim:760_source:cawiki}} · [[Categoria:Beaches of Mallorca]]         |
| Cala Varques                                                      | Arena, natural protegit  | 90 x 60                | Manacor 39° 30′ 00″ N, 3° 17′ 46″ E / 39.49988°N,3.29598°E                   | PL-IB-50006 | {{ca\|Cala Varques (Manacor)}} · {{WLE-AD-ES\|PL-IB-50006}} · {{Object location dec\|39.49988\|3.29598\|region:ES-IB_type:landmark_dim:330_source:cawiki}} · [[Categoria:Cala Varques]]                   |
| Cala Antena                                                       | Arena, semiurbà protegit | 25 x 85                | Manacor Cales de Mallorca 39° 28′ 01″ N, 3° 16′ 45″ E / 39.46693°N,3.27916°E | PL-IB-50007 | {{ca\|Cala Antena (Manacor)}} · {{WLE-AD-ES\|PL-IB-50007}} · {{Object location dec\|39.46693\|3.27916\|region:ES-IB_type:landmark_dim:340_source:cawiki}} · [[Categoria:Beaches of Mallorca]]             |
| Cala Domingos: Cala es Domingos Grans i Cala es Domingos Petits   | Arena, urbà protegit     | 180 x 125              | Manacor 39° 27′ 30″ N, 3° 16′ 42″ E / 39.4583°N,3.2782°E                     | PL-IB-50008 | {{ca\|Cala Domingos (Manacor)}} · {{WLE-AD-ES\|PL-IB-50008}} · {{Object location dec\|39.4583\|3.2782\|region:ES-IB_type:landmark_dim:440_source:cawiki}} · [[Categoria:Beaches of Mallorca]]             |
| Cala Murada                                                       | Arena, semiurbà protegit | 350 x 35               | Manacor 39° 27′ 05″ N, 3° 16′ 37″ E / 39.45142°N,3.27706°E                   | PL-IB-50009 | {{ca\|Cala Murada (Manacor)}} · {{WLE-AD-ES\|PL-IB-50009}} · {{Object location dec\|39.45142\|3.27706\|region:ES-IB_type:landmark_dim:310_source:cawiki}} · [[Categoria:Beaches of Mallorca]]             |

## Felanitx
| Nom                                                                       | Sòl i entorn              | Longitud x amplada (m) | Localització                                                  | Codi        | Imatge |
| ------------------------------------------------------------------------- | ------------------------- | ---------------------- | ------------------------------------------------------------- | ----------- | --- |
| Platja de s'Algar, Cala de s'Algar o Racó de s'Algar                      | Roques, semiurbà protegit | 70 x 6                 | Felanitx 39° 25′ 41″ N, 3° 16′ 22″ E / 39.428147°N,3.272911°E | PL-IB-20001 | {{ca\|Platja de s'Algar (Felanitx)}} · {{WLE-AD-ES\|PL-IB-20001}} · {{Object location dec\|39.428147\|3.272911\|region:ES-IB_type:landmark_dim:280_source:cawiki}} · [[Categoria:Beaches of Mallorca]] |
| Platja de s'Arenal: Arenal Gran o des Homos i Arenal Petit o de ses Dones | Arena, urbà               | 100 x 20               | Felanitx 39° 25′ 10″ N, 3° 16′ 14″ E / 39.41956°N,3.27054°E   | PL-IB-20002 | {{ca\|Platja de s'Arenal (Felanitx)}} · {{WLE-AD-ES\|PL-IB-20002}} · {{Object location dec\|39.41956\|3.27054\|region:ES-IB_type:landmark_dim:290_source:cawiki}} · [[Categoria:Beaches of Mallorca]]  |
| Cala d'en Marçal o Caló d'en Marçal                                       | Arena, urbà               | 150 x 120              | Felanitx 39° 24′ 35″ N, 3° 15′ 29″ E / 39.4098°N,3.2580°E     | PL-IB-20003 | {{ca\|Cala d'en Marçal (Felanitx)}} · {{WLE-AD-ES\|PL-IB-20003}} · {{Object location dec\|39.4098\|3.2580\|region:ES-IB_type:landmark_dim:410_source:cawiki}} · [[Categoria:Beaches of Mallorca]]      |
| Cala Brafi                                                                | Arena, natural            | 40 x 20                | Felanitx 39° 24′ 13″ N, 3° 15′ 15″ E / 39.40371°N,3.25406°E   | PL-IB-20004 | {{ca\|Cala Brafi (Felanitx)}} · {{WLE-AD-ES\|PL-IB-20004}} · {{Object location dec\|39.40371\|3.25406\|region:ES-IB_type:landmark_dim:380_source:cawiki}} · [[Categoria:Beaches of Mallorca]]          |
| Cala sa Nau                                                               | Arena, natural            | 60 x 70                | Felanitx 39° 23′ 36″ N, 3° 14′ 50″ E / 39.39325°N,3.24716°E   | PL-IB-20005 | {{ca\|Cala sa Nau (Felanitx)}} · {{WLE-AD-ES\|PL-IB-20005}} · {{Object location dec\|39.39325\|3.24716\|region:ES-IB_type:landmark_dim:540_source:cawiki}} · [[Categoria:Beaches of Mallorca]]         |
| Cala Mitjana                                                              | Arena, natural            | 30 x 10                | Felanitx 39° 23′ 20″ N, 3° 14′ 49″ E / 39.38894°N,3.24684°E   | PL-IB-20006 | {{ca\|Cala Mitjana (Felanitx)}} · {{WLE-AD-ES\|PL-IB-20006}} · {{Object location dec\|39.38894\|3.24684\|region:ES-IB_type:landmark_dim:450_source:cawiki}} · [[Categoria:Beaches of Mallorca]]        |
| Cala Serena o Caló de ses Dones                                           | Arena, urbà               | 20 x 20                | Felanitx 39° 22′ 46″ N, 3° 14′ 30″ E / 39.37937°N,3.24157°E   | PL-IB-20007 | {{ca\|Cala Serena (Felanitx)}} · {{WLE-AD-ES\|PL-IB-20007}} · {{Object location dec\|39.37937\|3.24157\|region:ES-IB_type:landmark_dim:220_source:cawiki}} · [[Categoria:Beaches of Mallorca]]         |
| Cala Ferrera                                                              | Arena, urbà               | 100 x 60               | Felanitx 39° 22′ 47″ N, 3° 14′ 21″ E / 39.37973°N,3.23925°E   | PL-IB-20008 | {{ca\|Cala Ferrera (Felanitx)}} · {{WLE-AD-ES\|PL-IB-20008}} · {{Object location dec\|39.37973\|3.23925\|region:ES-IB_type:landmark_dim:400_source:cawiki}} · [[Categoria:Cala Ferrera]]               |

## Santanyí
| Nom                                                         | Sòl i entorn             | Longitud x amplada (m) | Localització                                                              | Codi        | Imatge |
| ----------------------------------------------------------- | ------------------------ | ---------------------- | ------------------------------------------------------------------------- | ----------- | --- |
| Cala Esmeralda o Caló des Corral                            | Arena, urbà              | 25 x 25                | Santanyí Cala d'Or 39° 22′ 34″ N, 3° 14′ 14″ E / 39.37619°N,3.23732°E     | PL-IB-65001 | {{ca\|Cala Esmeralda (Santanyí)}} · {{WLE-AD-ES\|PL-IB-65001}} · {{Object location dec\|39.37619\|3.23732\|region:ES-IB_type:landmark_dim:420_source:cawiki}} · [[Categoria:Beaches of Mallorca]]                |
| Cala Gran o Caló Gran                                       | Arena, urbà              | 40 x 100               | Santanyí Cala d'Or 39° 22′ 24″ N, 3° 13′ 56″ E / 39.37331°N,3.23232°E     | PL-IB-65002 | {{ca\|Cala Gran (Santanyí)}} · {{WLE-AD-ES\|PL-IB-65002}} · {{Object location dec\|39.37331\|3.23232\|region:ES-IB_type:landmark_dim:580_source:cawiki}} · [[Categoria:Cala Gran (Cala d'Or)]]                   |
| Caló de ses Dones, Cala d'Or o Cala d'Hort                  | Arena, urbà              | 40 x 100               | Santanyí Cala d'Or 39° 22′ 16″ N, 3° 13′ 48″ E / 39.37114°N,3.22997°E     | PL-IB-65003 | {{ca\|Caló de ses Dones (Santanyí)}} · {{WLE-AD-ES\|PL-IB-65003}} · {{Object location dec\|39.37114\|3.22997\|region:ES-IB_type:landmark_dim:480_source:cawiki}} · [[Categoria:Caló de ses Dones]]               |
| Caló des Pou o Caleta des Pou                               | Arena, urbà              | 40 x 50                | Santanyí 39° 21′ 58″ N, 3° 13′ 43″ E / 39.36608°N,3.22855°E               | PL-IB-65004 | {{ca\|Caló des Pou (Santanyí)}} · {{WLE-AD-ES\|PL-IB-65004}} · {{Object location dec\|39.36608\|3.22855\|region:ES-IB_type:landmark_dim:160_source:cawiki}} · [[Categoria:Beaches of Mallorca]]                  |
| Caló de ses Egos o Caló de ses Egües                        | Arena, urbà              | 20 x 30                | Santanyí 39° 21′ 40″ N, 3° 13′ 28″ E / 39.36113°N,3.22432°E               | PL-IB-65005 | {{ca\|Caló de ses Egos (Santanyí)}} · {{WLE-AD-ES\|PL-IB-65005}} · {{Object location dec\|39.36113\|3.22432\|region:ES-IB_type:landmark_dim:570_source:cawiki}} · [[Categoria:Beaches of Mallorca]]              |
| Caló des Homos Morts o Caló des Homes Morts                 | Arena, urbà              | 35 x 25                | Santanyí 39° 21′ 29″ N, 3° 12′ 31″ E / 39.35803°N,3.20853°E               | PL-IB-65006 | {{ca\|Caló des Homos Morts (Santanyí)}} · {{WLE-AD-ES\|PL-IB-65006}} · {{Object location dec\|39.35803\|3.20853\|region:ES-IB_type:landmark_dim:370_source:cawiki}} · [[Categoria:Beaches of Mallorca]]          |
| Caló de sa Torre                                            | Arena, urbà              | 35 x 25                | Santanyí 39° 21′ 20″ N, 3° 12′ 33″ E / 39.35560°N,3.20914°E               | PL-IB-65007 | {{ca\|Caló de sa Torre (Santanyí)}} · {{WLE-AD-ES\|PL-IB-65007}} · {{Object location dec\|39.35560\|3.20914\|region:ES-IB_type:landmark_dim:300_source:cawiki}} · [[Categoria:Beaches of Mallorca]]              |
| Caló de sa Barca Trencada                                   | Arena, urbà              | 35 x 25                | Santanyí 39° 21′ 10″ N, 3° 11′ 53″ E / 39.35273°N,3.19806°E               | PL-IB-65008 | {{ca\|Caló de sa Barca Trencada (Santanyí)}} · {{WLE-AD-ES\|PL-IB-65008}} · {{Object location dec\|39.35273\|3.19806\|region:ES-IB_type:landmark_dim:300_source:cawiki}} · [[Categoria:Beaches of Mallorca]]     |
| Caló des Burgit                                             | Arena, natural           | 35 x 25                | Santanyí 39° 21′ 09″ N, 3° 11′ 34″ E / 39.35255°N,3.19290°E               | PL-IB-65009 | {{ca\|Caló des Burgit (Santanyí)}} · {{WLE-AD-ES\|PL-IB-65009}} · {{Object location dec\|39.35255\|3.19290\|region:ES-IB_type:landmark_dim:300_source:cawiki}} · [[Categoria:Beaches of Mallorca]]               |
| Cala de sa Font de n'Alis, Cala Mondragó o Caló d'en Garrot | Arena, semiurbà protegit | 35 x 25                | Santanyí Cala Mondragó 39° 21′ 08″ N, 3° 11′ 18″ E / 39.35222°N,3.18831°E | PL-IB-65010 | {{ca\|Cala de sa Font de n'Alis (Santanyí)}} · {{WLE-AD-ES\|PL-IB-65010}} · {{Object location dec\|39.35222\|3.18831\|region:ES-IB_type:landmark_dim:380_source:cawiki}} · [[Categoria:Ses Fonts de n'Alís]]     |
| S'Amarador                                                  | Arena, semiurbà protegit | 145 x 50               | Santanyí Cala Mondragó 39° 20′ 59″ N, 3° 11′ 07″ E / 39.34976°N,3.18535°E | PL-IB-65011 | {{ca\|S'Amarador (Santanyí)}} · {{WLE-AD-ES\|PL-IB-65011}} · {{Object location dec\|39.34976\|3.18535\|region:ES-IB_type:landmark_dim:320_source:cawiki}} · [[Categoria:S'Amarador]]                             |
| Cala Figuera: Caló d'en Boira i Caló d'en Busques           | Còdols, urbà             | 10 x 3                 | Santanyí 39° 20′ 00″ N, 3° 10′ 10″ E / 39.333416°N,3.169389°E             | PL-IB-65012 | {{ca\|Cala Figuera (Santanyí)}} · {{WLE-AD-ES\|PL-IB-65012}} · {{Object location dec\|39.333416\|3.169389\|region:ES-IB_type:landmark_dim:1120_source:cawiki}} · [[Categoria:Cala Figuera]]                      |
| Cala Santanyí                                               | Arena, urbà              | 70 x 100               | Santanyí 39° 19′ 50″ N, 3° 08′ 48″ E / 39.33043°N,3.14657°E               | PL-IB-65013 | {{ca\|Cala Santanyí}} · {{WLE-AD-ES\|PL-IB-65013}} · {{Object location dec\|39.33043\|3.14657\|region:ES-IB_type:landmark_dim:540_source:cawiki}} · [[Categoria:Cala Santanyí]]                                  |
| Cala Llombards                                              | Arena, semiurbà          | 55 x 150               | Santanyí 39° 19′ 26″ N, 3° 08′ 20″ E / 39.32390°N,3.13888°E               | PL-IB-65014 | {{ca\|Cala Llombards (Santanyí)}} · {{WLE-AD-ES\|PL-IB-65014}} · {{Object location dec\|39.32390\|3.13888\|region:ES-IB_type:landmark_dim:480_source:cawiki}} · [[Categoria:Cala Llombards]]                     |
| Caló des Moro                                               | Arena, natural           | 30 x 20                | Santanyí 39° 18′ 50″ N, 3° 07′ 18″ E / 39.31376°N,3.12157°E               | PL-IB-65015 | {{ca\|Caló des Moro (Santanyí)}} · {{WLE-AD-ES\|PL-IB-65015}} · {{Object location dec\|39.31376\|3.12157\|region:ES-IB_type:landmark_dim:250_source:cawiki}} · [[Categoria:Cala del Moro]]                       |
| Cala s'Almunia o s'Almunia i Cala es Maquer                 | Còdols, natural          | 30 x 10                | Santanyí 39° 18′ 47″ N, 3° 07′ 05″ E / 39.31319°N,3.11812°E               | PL-IB-65016 | {{ca\|Cala s'Almunia (Santanyí)}} · {{WLE-AD-ES\|PL-IB-65016}} · {{Object location dec\|39.31319\|3.11812\|region:ES-IB_type:landmark_dim:290_source:cawiki}} · [[Categoria:Cala l'Almunia]]                     |
| Caló des Màrmols                                            | Arena, natural           | 40 x 35                | Santanyí 39° 17′ 20″ N, 3° 05′ 24″ E / 39.28890°N,3.09001°E               | PL-IB-65017 | {{ca\|Caló des Màrmols (Santanyí)}} · {{WLE-AD-ES\|PL-IB-65017}} · {{Object location dec\|39.28890\|3.09001\|region:ES-IB_type:landmark_dim:470_source:cawiki}} · [[Categoria:Beaches of Mallorca]]              |
| Platja des Caragol                                          | Arena, natural           | 500 x 60               | Santanyí 39° 16′ 43″ N, 3° 02′ 35″ E / 39.27874°N,3.04313°E               | PL-IB-65018 | {{ca\|Platja des Caragol (Santanyí)}} · {{WLE-AD-ES\|PL-IB-65018}} · {{Object location dec\|39.27874\|3.04313\|region:ES-IB_type:landmark_dim:700_source:cawiki}} · [[Categoria:Es Caragol]]                     |
| Cala en Tugores                                             | Arena, natural           | 200 x 15               | Santanyí i ses Salines 39° 17′ 22″ N, 3° 01′ 51″ E / 39.28941°N,3.03071°E | PL-IB-65019 | {{ca\|Cala en Tugores (Santanyí i ses Salines)}} · {{WLE-AD-ES\|PL-IB-65019}} · {{Object location dec\|39.28941\|3.03071\|region:ES-IB_type:landmark_dim:690_source:cawiki}} · [[Categoria:Beaches of Mallorca]] |

## Ses Salines
| Nom                                                 | Sòl i entorn            | Longitud x amplada (m) | Localització                                                                         | Codi        | Imatge |
| --------------------------------------------------- | ----------------------- | ---------------------- | ------------------------------------------------------------------------------------ | ----------- | --- |
| Platja des Carbó i Platja de ses Roquetes           | Arena, natural protegit | 1.400 x 45             | Ses Salines 39° 18′ 24″ N, 3° 00′ 58″ E / 39.30663°N,3.01624°E                       | PL-IB-64002 | {{ca\|Platja des Carbó (ses Salines)}} · {{WLE-AD-ES\|PL-IB-64002}} · {{Object location dec\|39.30663\|3.01624\|region:ES-IB_type:landmark_dim:1400_source:cawiki}} · [[Categoria:Beaches of Mallorca]] |
| Es Dofí o Platja des Delfí                          | Arena, natural protegit | 120 x 26               | Ses Salines 39° 18′ 44″ N, 3° 00′ 35″ E / 39.31228°N,3.00963°E                       | PL-IB-64003 | {{ca\|Es Dofí (ses Salines)}} · {{WLE-AD-ES\|PL-IB-64003}} · {{Object location dec\|39.31228\|3.00963\|region:ES-IB_type:landmark_dim:500_source:cawiki}} · [[Categoria:Beaches of Mallorca]]           |
| Platja de Can Curt o es Can Curt                    | Arena, natural protegit | 70 x 10                | Ses Salines 39° 18′ 44″ N, 3° 00′ 21″ E / 39.31225°N,3.00582°E                       | PL-IB-64004 | {{ca\|Platja de Can Curt (ses Salines)}} · {{WLE-AD-ES\|PL-IB-64004}} · {{Object location dec\|39.31225\|3.00582\|region:ES-IB_type:landmark_dim:90_source:cawiki}} · [[Categoria:Beaches of Mallorca]] |
| Platja des Dolç                                     | Arena, natural protegit | 350 x 58               | Ses Salines 39° 18′ 59″ N, 3° 00′ 17″ E / 39.31641°N,3.00474°E                       | PL-IB-64005 | {{ca\|Platja des Dolç (ses Salines)}} · {{WLE-AD-ES\|PL-IB-64005}} · {{Object location dec\|39.31641\|3.00474\|region:ES-IB_type:landmark_dim:460_source:cawiki}} · [[Categoria:Beaches of Mallorca]]   |
| Platja des Port o de la Colònia de Sant Jordi       | Arena, urbà             | 155 x 35               | Ses Salines Colònia de Sant Jordi 39° 19′ 02″ N, 2° 59′ 53″ E / 39.31728°N,2.99814°E | PL-IB-64006 | {{ca\|Platja des Port (ses Salines)}} · {{WLE-AD-ES\|PL-IB-64006}} · {{Object location dec\|39.31728\|2.99814\|region:ES-IB_type:landmark_dim:200_source:cawiki}} · [[Categoria:Beaches of Mallorca]]   |
| Cala Galiota                                        | Arena, urbà             | 30 x 9                 | Ses Salines Colònia de Sant Jordi 39° 18′ 52″ N, 2° 59′ 38″ E / 39.31445°N,2.99399°E | PL-IB-64007 | {{ca\|Cala Galiota (ses Salines)}} · {{WLE-AD-ES\|PL-IB-64007}} · {{Object location dec\|39.31445\|2.99399\|region:ES-IB_type:landmark_dim:470_source:cawiki}} · [[Categoria:Beaches of Mallorca]]      |
| Bassa des Cabot o des Cabots i Rambada de sa Síquia | Arena, urbà             | 60 x 11                | Ses Salines Colònia de Sant Jordi 39° 19′ 17″ N, 2° 59′ 13″ E / 39.32148°N,2.98699°E | PL-IB-64008 | {{ca\|Bassa des Cabot (ses Salines)}} · {{WLE-AD-ES\|PL-IB-64008}} · {{Object location dec\|39.32148\|2.98699\|region:ES-IB_type:landmark_dim:600_source:cawiki}} · [[Categoria:Beaches of Mallorca]]   |
| Es Coto, Platja des Coto o Platja de s'Estanys      | Arena, urbà             | 58 x 10                | Ses Salines Colònia de Sant Jordi 39° 19′ 32″ N, 2° 59′ 13″ E / 39.32560°N,2.98685°E | PL-IB-64009 | {{ca\|Es Coto (ses Salines)}} · {{WLE-AD-ES\|PL-IB-64009}} · {{Object location dec\|39.32560\|2.98685\|region:ES-IB_type:landmark_dim:170_source:cawiki}} · [[Categoria:Beaches of Mallorca]]           |

## Campos
| Nom                                            | Sòl i entorn             | Longitud x amplada (m) | Localització                                                            | Codi        | Imatge |
| ---------------------------------------------- | ------------------------ | ---------------------- | ----------------------------------------------------------------------- | ----------- | --- |
| Es Molí de s'Estany o Platja des Marquès       | Arena, semiurbà protegit | 540 x 25               | Ses Salines i Campos 39° 19′ 37″ N, 2° 59′ 24″ E / 39.32685°N,2.99012°E | PL-IB-63008 | {{ca\|Es Molí de s'Estany (ses Salines i Campos)}} · {{WLE-AD-ES\|PL-IB-63008}} · {{Object location dec\|39.32685\|2.99012\|region:ES-IB_type:landmark_dim:570_source:cawiki}} · [[Categoria:Beaches of Mallorca]] |
| Es Pregons Petits o Platja des Peregons Petits | Arena, natural protegit  | 115 x 12               | Campos Es Trenc 39° 19′ 52″ N, 2° 59′ 30″ E / 39.33102°N,2.99161°E      | PL-IB-63007 | {{ca\|Es Pregons Petits (Campos)}} · {{WLE-AD-ES\|PL-IB-63007}} · {{Object location dec\|39.33102\|2.99161\|region:ES-IB_type:landmark_dim:180_source:cawiki}} · [[Categoria:Beaches of Mallorca]]                 |
| Es Pregons Grans o Platja des Peregons Grans   | Arena, natural protegit  | 200 x 20               | Campos Es Trenc 39° 19′ 56″ N, 2° 59′ 31″ E / 39.33229°N,2.99204°E      | PL-IB-63006 | {{ca\|Es Pregons Petits (Campos)}} · {{WLE-AD-ES\|PL-IB-63006}} · {{Object location dec\|39.33229\|2.99204\|region:ES-IB_type:landmark_dim:310_source:cawiki}} · [[Categoria:Beaches of Mallorca]]                 |
| Es Trenc, Platja des Trenc o Arenal d'en Trenc | Arena, natural           | 1.900 x 22             | Campos Es Trenc 39° 20′ 33″ N, 2° 59′ 11″ E / 39.34253°N,2.98639°E      | PL-IB-63005 | {{ca\|Es Trenc (Campos)}} · {{WLE-AD-ES\|PL-IB-63005}} · {{Object location dec\|39.34253\|2.98639\|region:ES-IB_type:landmark_dim:1900_source:cawiki}} · [[Categoria:Es Trenc]]                                    |
| Arenal d'en Tem                                | Arena, semiurbà protegit | 800 x 22               | Campos Es Trenc 39° 21′ 02″ N, 2° 58′ 41″ E / 39.35049°N,2.97806°E      | PL-IB-63004 | {{ca\|Arenal d'en Tem (Campos)}} · {{WLE-AD-ES\|PL-IB-63004}} · {{Object location dec\|39.35049\|2.97806\|region:ES-IB_type:landmark_dim:1900_source:cawiki}} · [[Categoria:Beaches of Mallorca]]                  |
| Freu de ses Covetes                            | Arena, urbà              | 50 x 12                | Campos Ses Covetes 39° 21′ 15″ N, 2° 58′ 19″ E / 39.35407°N,2.97189°E   | PL-IB-63003 | {{ca\|Freu de ses Covetes (Campos)}} · {{WLE-AD-ES\|PL-IB-63003}} · {{Object location dec\|39.35407\|2.97189\|region:ES-IB_type:landmark_dim:200_source:cawiki}} · [[Categoria:Beaches of Mallorca]]               |
| Platja de ses Covetes o Platja des Morters     | Arena, urbà              | 300 x 20               | Campos Ses Covetes 39° 21′ 25″ N, 2° 58′ 04″ E / 39.35708°N,2.96780°E   | PL-IB-63002 | {{ca\|Platja de ses Covetes (Campos)}} · {{WLE-AD-ES\|PL-IB-63002}} · {{Object location dec\|39.35708\|2.96780\|region:ES-IB_type:landmark_dim:250_source:cawiki}} · [[Categoria:Beaches of Mallorca]]             |
| Arenal de sa Ràpita                            | Arena, urbà protegit     | 1.100 x 15             | Campos 39° 21′ 39″ N, 2° 57′ 42″ E / 39.36091°N,2.96175°E               | PL-IB-63001 | {{ca\|Arenal de sa Ràpita (Campos)}} · {{WLE-AD-ES\|PL-IB-63001}} · {{Object location dec\|39.36091\|2.96175\|region:ES-IB_type:landmark_dim:1100_source:cawiki}} · [[Categoria:Beaches of Mallorca]]              |

## Llucmajor
| Nom                                                                             | Sòl i entorn     | Longitud x amplada (m) | Localització                                                                     | Codi        | Imatge |
| ------------------------------------------------------------------------------- | ---------------- | ---------------------- | -------------------------------------------------------------------------------- | ----------- | --- |
| Racó de s'Arena                                                                 | Arena, natural   | 120 x 150              | Llucmajor S'Estanyol de Migjorn 39° 21′ 31″ N, 2° 54′ 52″ E / 39.3587°N,2.9145°E | PL-IB-62001 | {{ca\|Racó de s'Arena (Llucmajor)}} · {{WLE-AD-ES\|PL-IB-62001}} · {{Object location dec\|39.3587\|2.9145\|region:ES-IB_type:landmark_dim:260_source:cawiki}} · [[Categoria:Beaches of Mallorca]]                |
| Cala Pi                                                                         | Arena, natural   | 45 x 140               | Llucmajor 39° 21′ 51″ N, 2° 50′ 11″ E / 39.36413°N,2.83630°E                     | PL-IB-62002 | {{ca\|Cala Pi (Llucmajor)}} · {{WLE-AD-ES\|PL-IB-62002}} · {{Object location dec\|39.36413\|2.83630\|region:ES-IB_type:landmark_dim:660_source:cawiki}} · [[Categoria:Cala Pi]]                                  |
| Badia Blava: Racó de l'Almadrava na Cocó, Roca dels Milans, l'Arc de Sant Martí | Roques, natural  | 50 x 6                 | Llucmajor 39° 26′ 01″ N, 2° 44′ 45″ E / 39.433624°N,2.745898°E                   | PL-IB-62003 | {{ca\|Badia Blava (Llucmajor)}} · {{WLE-AD-ES\|PL-IB-62003}} · {{Object location dec\|39.433624\|2.745898\|region:ES-IB_type:landmark_dim:430_source:cawiki}} · [[Categoria:Beaches of Mallorca]]                |
| Calonet del Cap Alt, Caló Fred o Cala Aró                                       | Roques, semiurbà | 35 x 3                 | Llucmajor Bellavista 39° 28′ 49″ N, 2° 43′ 42″ E / 39.480184°N,2.728435°E        | PL-IB-62004 | {{ca\|Calonet del Cap Alt (Llucmajor)}} · {{WLE-AD-ES\|PL-IB-62004}} · {{Object location dec\|39.480184\|2.728435\|region:ES-IB_type:landmark_dim:70_source:cawiki}} · [[Categoria:Beaches of Mallorca]]         |
| Mollet de Can Tem del Cafè o Caló del Xorri                                     | Arena, semiurbà  | 20 x 10                | Llucmajor Bellavista 39° 28′ 53″ N, 2° 43′ 54″ E / 39.481401°N,2.731559°E        | PL-IB-62005 | {{ca\|Mollet de Can Tem del Cafè (Llucmajor)}} · {{WLE-AD-ES\|PL-IB-62005}} · {{Object location dec\|39.481401\|2.731559\|region:ES-IB_type:landmark_dim:100_source:cawiki}} · [[Categoria:Beaches of Mallorca]] |
| Calonet de l'Almadrava                                                          | Roques, semiurbà | 90 x 10                | Llucmajor Bellavista 39° 28′ 54″ N, 2° 43′ 56″ E / 39.481773°N,2.732176°E        | PL-IB-62006 | {{ca\|Calonet de l'Almadrava (Llucmajor)}} · {{WLE-AD-ES\|PL-IB-62006}} · {{Object location dec\|39.481773\|2.732176\|region:ES-IB_type:landmark_dim:60_source:cawiki}} · [[Categoria:Beaches of Mallorca]]      |
| Caló de Can Mercadal, Cal Fort, Caló Groc de les Punxes o de la Partió          | Grava, semiurbà  | 20 x 5                 | Llucmajor Cala Blava 39° 28′ 57″ N, 2° 44′ 02″ E / 39.482488°N,2.733880°E        | PL-IB-62007 | {{ca\|Caló de Can Mercadal}} · {{WLE-AD-ES\|PL-IB-62007}} · {{Object location dec\|39.482488\|2.733880\|region:ES-IB_type:landmark_dim:140_source:cawiki}} · [[Categoria:Beaches of Mallorca]]                   |
| Punta de les Punxes o Pas de les Barques                                        | Arena, semiurbà  | 60 x 10                | Llucmajor Cala Blava 39° 29′ 02″ N, 2° 44′ 03″ E / 39.48381°N,2.73429°E          | PL-IB-62008 | {{ca\|Punta de les Punxes (Llucmajor)}} · {{WLE-AD-ES\|PL-IB-62008}} · {{Object location dec\|39.48381\|2.73429\|region:ES-IB_type:landmark_dim:70_source:cawiki}} · [[Categoria:Beaches of Mallorca]]           |
| Caló de les Donardes o Caló de les Lleonardes                                   | Arena, semiurbà  | 30 x 4                 | Llucmajor Cala Blava 39° 29′ 04″ N, 2° 44′ 09″ E / 39.484583°N,2.735701°E        | PL-IB-62009 | {{ca\|Caló de les Donardes (Llucmajor)}} · {{WLE-AD-ES\|PL-IB-62009}} · {{Object location dec\|39.484583\|2.735701\|region:ES-IB_type:landmark_dim:144_source:cawiki}} · [[Categoria:Beaches of Mallorca]]       |
| La Pesquera Plana o na Plana                                                    | Roques, urbà     | 50 x 15                | Llucmajor Cala Blava 39° 29′ 08″ N, 2° 44′ 06″ E / 39.48555°N,2.73510°E          | PL-IB-62010 | {{ca\|Sa Pesquera Plana (Llucmajor)}} · {{WLE-AD-ES\|PL-IB-62010}} · {{Object location dec\|39.48555\|2.73510\|region:ES-IB_type:landmark_dim:270_source:cawiki}} · [[Categoria:Beaches of Mallorca]]            |
| Cala Mosques o Cala Blava                                                       | Arena, semiurbà  | 30 x 20                | Llucmajor Cala Blava 39° 29′ 14″ N, 2° 44′ 12″ E / 39.48709°N,2.73677°E          | PL-IB-62011 | {{ca\|Cala Mosques (Llucmajor)}} · {{WLE-AD-ES\|PL-IB-62011}} · {{Object location dec\|39.48709\|2.73677\|region:ES-IB_type:landmark_dim:170_source:cawiki}} · [[Categoria:Beaches of Mallorca]]                 |
| Calonet del Fornàs                                                              | Arena, urbà      | 40 x 4                 | Llucmajor Son Verí 39° 29′ 48″ N, 2° 44′ 43″ E / 39.496708°N,2.745369°E          | PL-IB-62012 | {{ca\|Calonet del Fornàs (Llucmajor)}} · {{WLE-AD-ES\|PL-IB-62012}} · {{Object location dec\|39.496708\|2.745369\|region:ES-IB_type:landmark_dim:65_source:cawiki}} · [[Categoria:Beaches of Mallorca]]          |
| Roca dels Turistes, la Cova Baixa o Escat de Son Fraret                         | Roques, urbà     | 50 x 10                | Llucmajor Son Verí 39° 29′ 50″ N, 2° 44′ 45″ E / 39.497138°N,2.745797°E          | PL-IB-62013 | {{ca\|Roca dels Turistes (Llucmajor)}} · {{WLE-AD-ES\|PL-IB-62013}} · {{Object location dec\|39.497138\|2.745797\|region:ES-IB_type:landmark_dim:70_source:cawiki}} · [[Categoria:Beaches of Mallorca]]          |
| Caló de Sant Antoni                                                             | Arena, semiurbà  | 70 x 16                | Llucmajor Son Verí 39° 29′ 55″ N, 2° 44′ 53″ E / 39.49869°N,2.74801°E            | PL-IB-62014 | {{ca\|Caló de Sant Antoni (Llucmajor)}} · {{WLE-AD-ES\|PL-IB-62014}} · {{Object location dec\|39.49869\|2.74801\|region:ES-IB_type:landmark_dim:360_source:cawiki}} · [[Categoria:Beaches of Mallorca]]          |